# Flotte de la mer Noire
Pour les articles homonymes, voir Flotte (homonymie).
La flotte de la mer Noire (en russe : Черноморский флот, Tchernomorski flot) fut successivement la flotte de la marine impériale russe (de 1783 jusqu'en 1917), puis de la marine soviétique (de 1921 à 1991), de la CEI (en 1992), ensuite russo-ukrainienne (de 1992 à 1995) et enfin de la marine russe (depuis 1996), présente dans la mer Noire.
Elle combattit successivement la marine ottomane pendant les guerres russo-turques, la marine roumaine, la marine italienne et surtout les forces allemandes pendant la Seconde Guerre mondiale, se prépara à affronter les forces de l'OTAN pendant la guerre froide, attaqua la marine géorgienne en 2008 et les forces armées ukrainiennes depuis 2014.

## Flotte impériale

### Marine à voile
En 1771, l'Empire russe conquiert le khanat de Crimée, pendant la guerre russo-turque de 1768-1774. Immédiatement, des frégates, corvettes et canonnières sont construites par les Russes sur les rives de la mer d'Azov et du Dniepr pour combattre l'Empire ottoman. En parallèle, la cartographie et le sondage de ces nouveaux rivages sont entrepris. La flotte russe de la mer Noire est instituée en 1783, à partir des flottilles antérieures, avec pour port d'attache principal Sébastopol (qui vient d'être fondée la même année par Potemkine), en Crimée. La possession de la péninsule et l'installation d'une flotte sur la mer Noire donnent à la Russie accès aux « mers chaudes » (en mer Noire l'hiver reste rude, mais elle n'est pas prise par les glaces), bien que les détroits du Bosphore et des Dardanelles lui restent le plus souvent fermés.
De la fin du XVIIIe siècle jusqu'à 1917, la flotte russe de la mer Noire domine régulièrement son adversaire, la marine ottomane, durant les douze guerres russo-turques. Le premier vaisseau de ligne russe construit sur les rives de la mer Noire l'est à Kherson (fondée en 1778) : le Gloire de Catherine (ru) («Слава Екатерины», renommé en 1788 Transfiguration du Seigneur, «Преображе́ние Госпо́дне») en 1780-1783, armé de 66 à 72 canons. Un grand chantier naval est ensuite aménagé en 1788 à la confluence entre l'Inhoul et le Boug méridional, ce qui donne en 1789 la ville de Nikolaïev (aujourd'hui Mykolaïv). Pendant la guerre de 1787-1792, la flotte russe combat celle ottomane lors du siège d'Otchakov et de la bataille de l'île des Serpents en 1788, de la bataille du détroit de Kertch puis de celle de Tendra en 1790, enfin du cap Kaliakra en 1791.

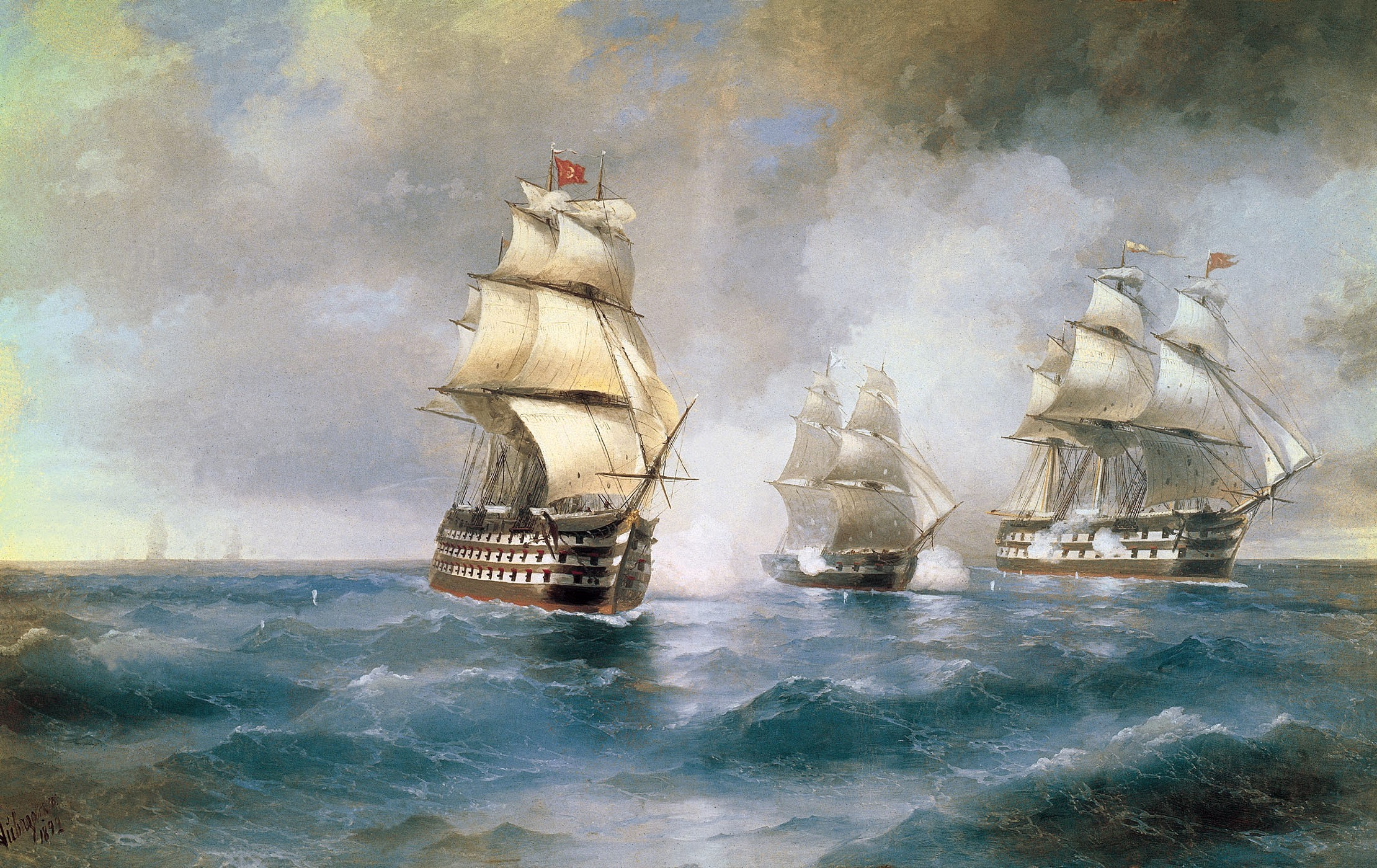
Le combat du brick Mercure («Меркурий») contre deux vaisseaux ottomans le 14 mai 1829 (huile sur toile d'Ivan Aïvazovski, 1892) : au bout de deux heures de tirs, le navire russe, armé de 18 caronades de 24 livres, démâte les deux bâtiments ottomans, lui permettant de rentrer à Sébastopol.

En 1799, l'escadre du vice-amiral Fiodor Fiodorovitch Ouchakov entre en Méditerranée en passant par Constantinople, la Russie et l'État ottoman étant temporairement alliés contre la France : elle capture Corfou (la république des Sept-Îles est ensuite occupée par les Russes jusqu'en 1807), participe au blocus de Malte et se présente devant Messine et Naples, ne rentrant qu'en 1800. Lors de son second voyage dans la partie méridionale de l'Empire russe dans les années 1820, Jacques-François Gamba décrit ainsi la flotte :

« La flotte impériale russe de la mer Noire consiste en quinze à dix-huit vaisseaux de ligne, et un nombre proportionné de frégates et autres bâtiments légers (…). Indépendamment de beaucoup de Grecs, on compte parmi les officiers de la flotte un assez grand nombre d'Anglais, de Ragusais, de Danois et de Suédois. »

Pendant la guerre d'indépendance grecque, une escadre russe (quatre vaisseaux et quatre frégates), intégrée à une flotte franco-britannique, participe à la destruction de la flotte ottomane lors de la bataille de Navarin en 1827. La situation s'inverse lors de la guerre de 1853-1856, appelée en Occident la guerre de Crimée : si la flotte russe anéantie de nouveau son homologue ottomane à la bataille de Sinope en 1853, l'intervention franco-britannique aux côtés du sultan entraîne le siège de Sébastopol à partir d'octobre 1854, le sabordage de la flotte russe, la reddition du port en septembre 1855, le siège de Taganrog (qui protège Rostov) de mai à août 1855 et le bombardement de Kinbourn (qui protège Kherson) en octobre 1855.

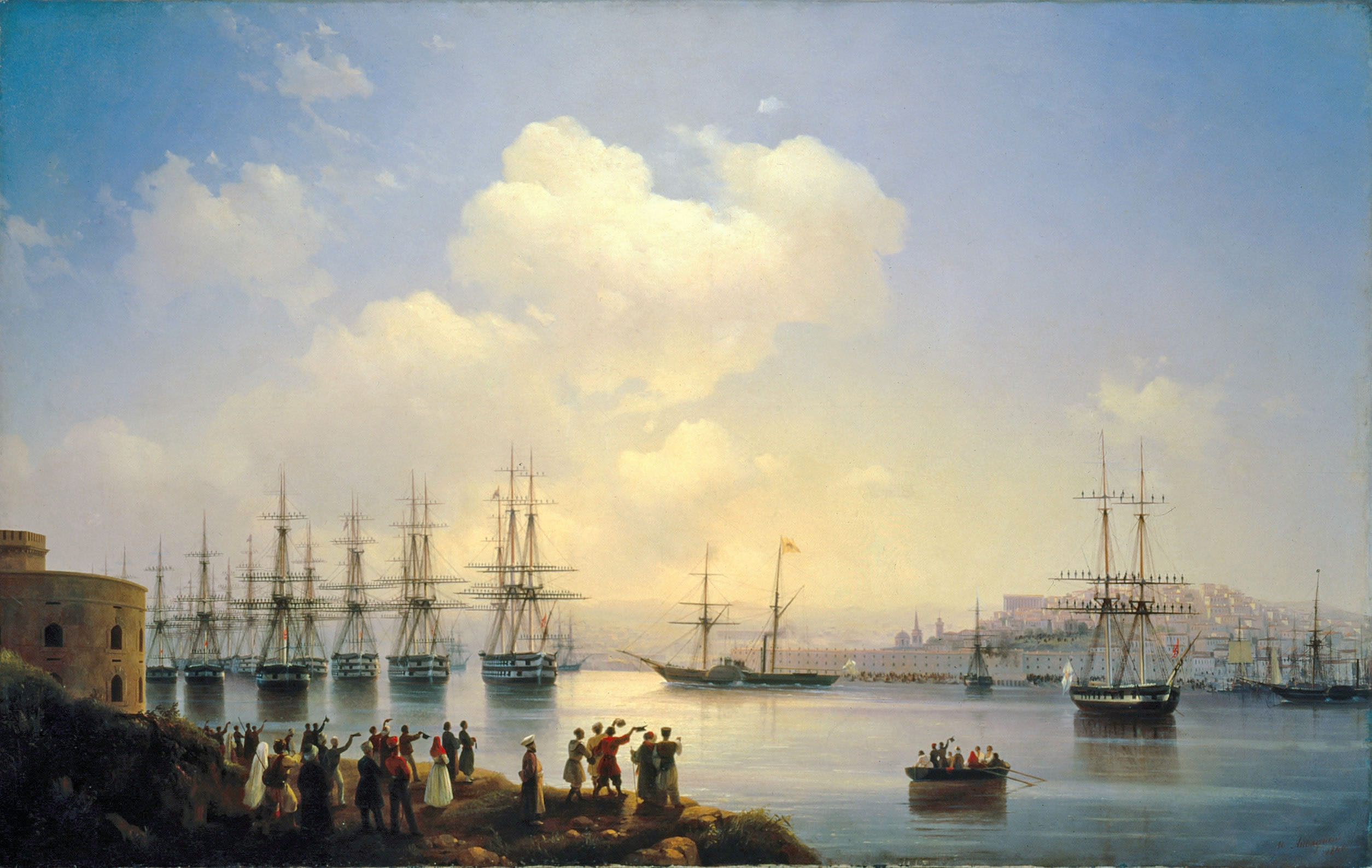
L'escadre russe à Sébastopol en 1846 (huile sur toile d'Aïvazovski).
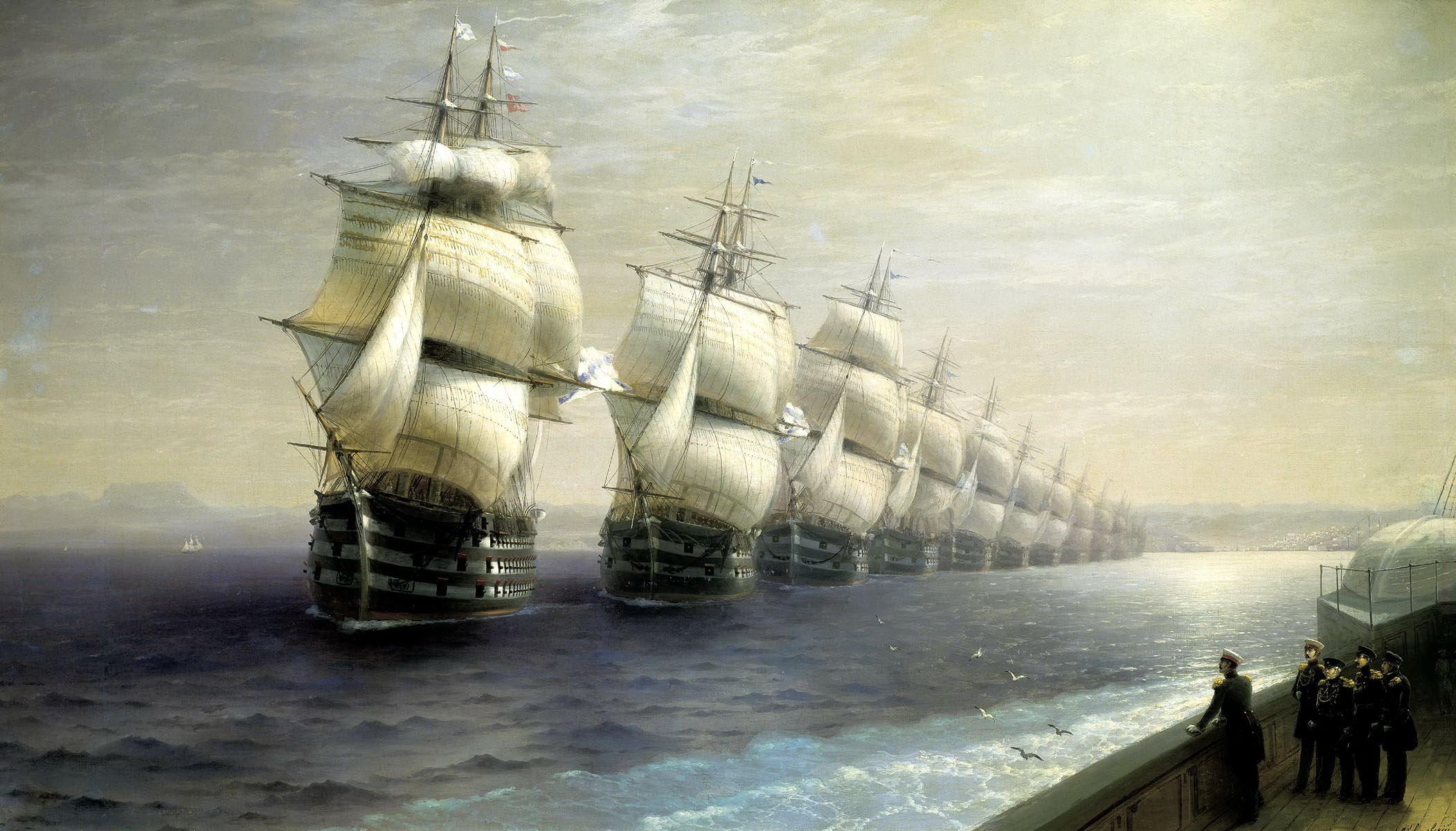
Parade de la flotte de la mer Noire en 1849 (par Aïvazovski, en 1886).
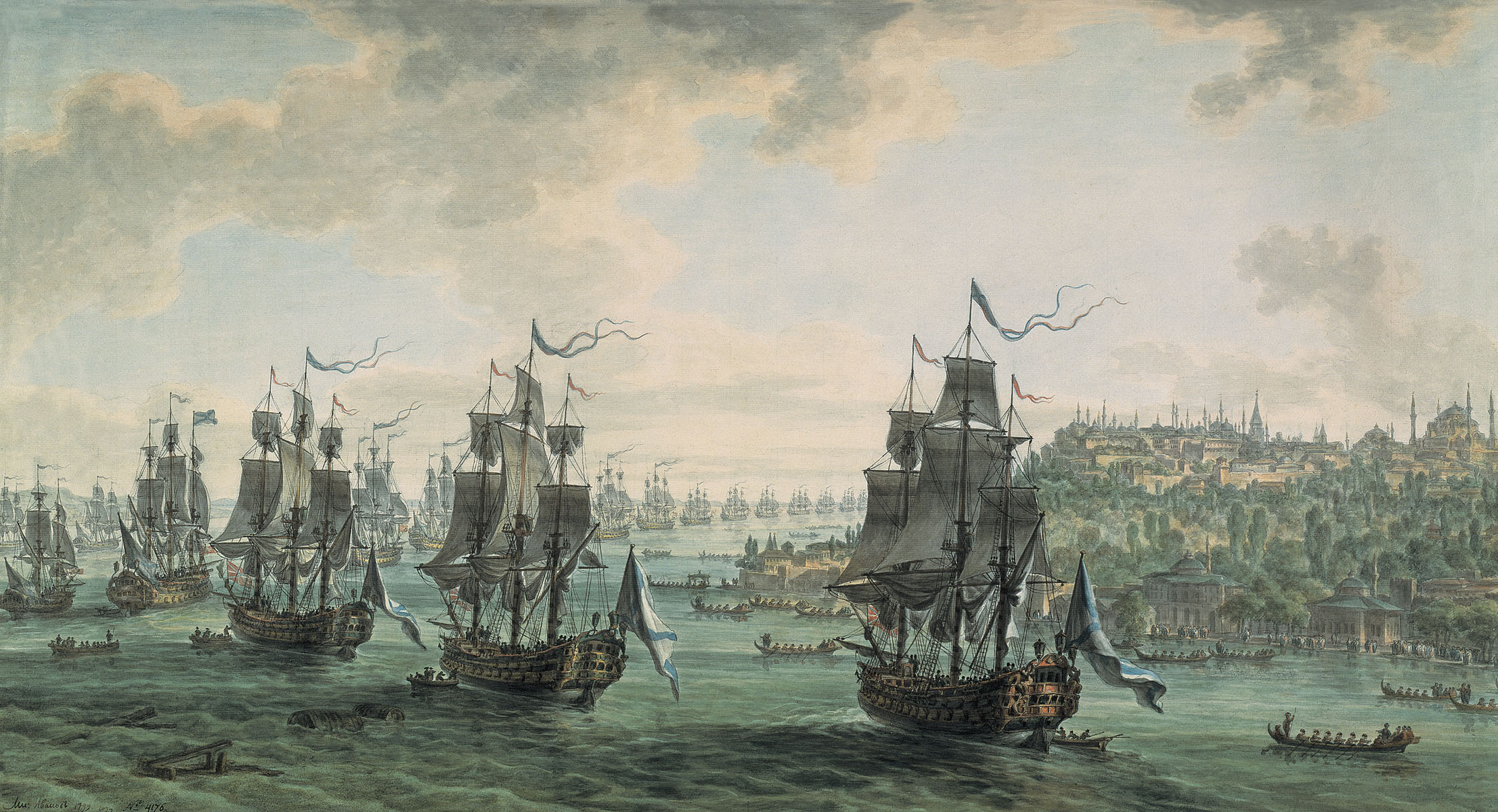
La flotte de la mer Noire traversant le détroit du Bosphore, Mikhaïl Matveïevitch Ivanov, 1804.

### Marine à vapeur
Si le traité de Paris de 1856 démilitarise la mer Noire, l'Empire russe le dénonce en 1870. La flotte de la mer Noire est donc rapidement reconstituée, connaissant les mêmes évolutions que ses concurrentes, avec la généralisation de la propulsion au moteur, de la coque métallique et du blindage, ce qui donna successivement les premiers cuirassés (1870 à 1890), puis les pré-dreadnought (1890-1906) et enfin les dreadnoughts (1909-1917). Ces grands navires sont concurrencés par l'invention du torpilleur, dont ceux russes se font remarquer lors de la guerre russo-turque de 1877-1878.

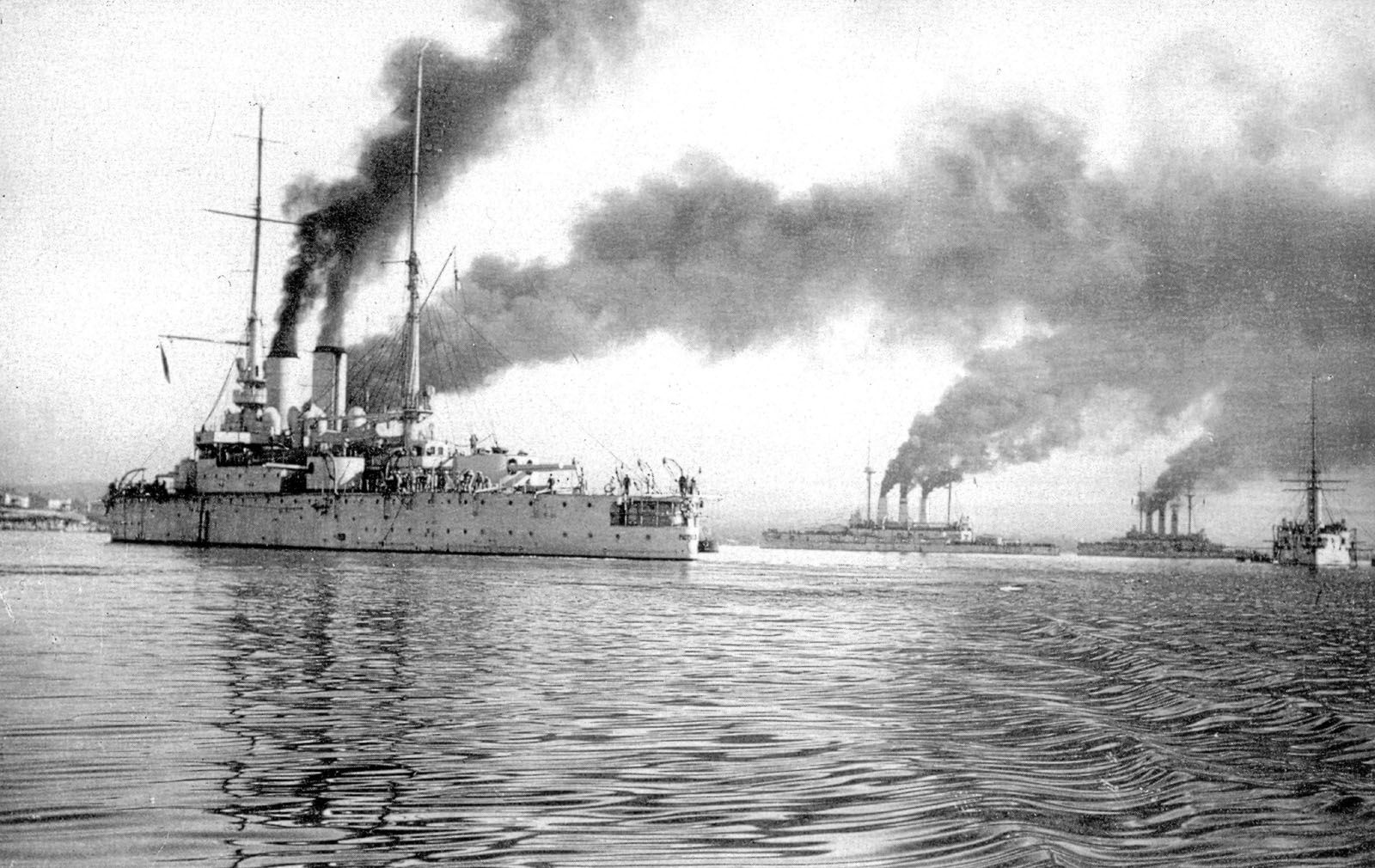
Cuirassés de la flotte de la mer Noire de l'Empire russe, dont le Rostislav au premier plan, dans les années 1910.

Les chantiers de Nikolaïev produisent notamment en 1872–1876 le monitor «Вице-адмирал Попов» (Vice-amiral Popov, à la coque circulaire), en 1883-1889 les «Екатерина II» (Catherine II), «Чесма» (Tchesma), «Синоп» (Sinope) et «Георгий Победоносец» (Georges le Victorieux), en 1888-1890 le «Двена́дцать апо́столов» (Douze Apôtres), en 1891-1896 le «Три Святителя» (Trois Hiérarques), en 1895-1899 le «Ростисла́в» (Rostislav), en 1898-1905 le «Князь Потёмкин-Таврический» (Prince Potemkine-Tavritcheski, surtout connu pour sa mutinerie en 1905), en 1904-1911 les deux «Евстафий» (Eustache) et «Иоа́нн Златоу́ст» (Jean Chrysostome), de 1911 à 1916 la série des trois cuirassés de la classe Impératrice Maria et à partir de 1915 l'«Император Николай I» (Empereur Nicolas Ier, pas terminé en 1917).
Pendant la Première Guerre mondiale, le combat naval en mer Noire débute avec le raid de la mer Noire par les navires ottomans le 29 octobre 1914, d'où la déclaration de guerre de l'Empire russe à l'Empire ottoman le 1er novembre. Si dans un premier temps la présence du croiseur allemand Goeben (renommé Yavuz Sultan) bloque les Russes, notamment lors de la bataille du cap Sarytch le 18 novembre 1914 et de la bataille de Kefken le 5 septembre 1915, l'arrivée des cuirassés «Императрица Мария» (Impératrice Maria) et «Императри́ца Екатери́на Вели́кая» (Impératrice Catherine la Grande) permet à l'amiral Alexandre Koltchak de prendre le contrôle de la mer Noire et même de débarquer près de Trébizonde le 4 mars 1916.

### Guerre civile
La révolution d'Octobre en novembre 1917 ruine la discipline au sein de la flotte : des officiers sont tués par des marins à partir de décembre, les bourgeois de Sébastopol se font extorquer de l'argent en janvier. Le Congrès des délégués de la flotte de la mer Noire (divisé entre SR de gauche, bolcheviks, SR ukrainiens, mencheviks et SR de droite) se réunit en novembre 1917, reconnaissant l'autorité du Congrès des Soviets de Petrograd ; l'insurrection des marins bolcheviques de la nuit du 15 au 16 décembre donne le pouvoir sur la flotte et Sébastopol au Comité militaire révolutionnaire (milrevkom). Il y a des épisodes de terreur rouge, une partie des équipages déserte, le vice-amiral Mikhaïl Pavlovitch Sabline est nommé commandant puis arrêté, les unités sont renommées (Libre Russie, Liberté, etc.), passant temporairement sous autorité ukrainienne, puis de la RSS de Tauride : en décembre 1917, certains navires portent encore la croix bleu russe, d'autres le drapeau rouge des soviets, celui noir des anarchistes ou le bleu et jaune ukrainien.

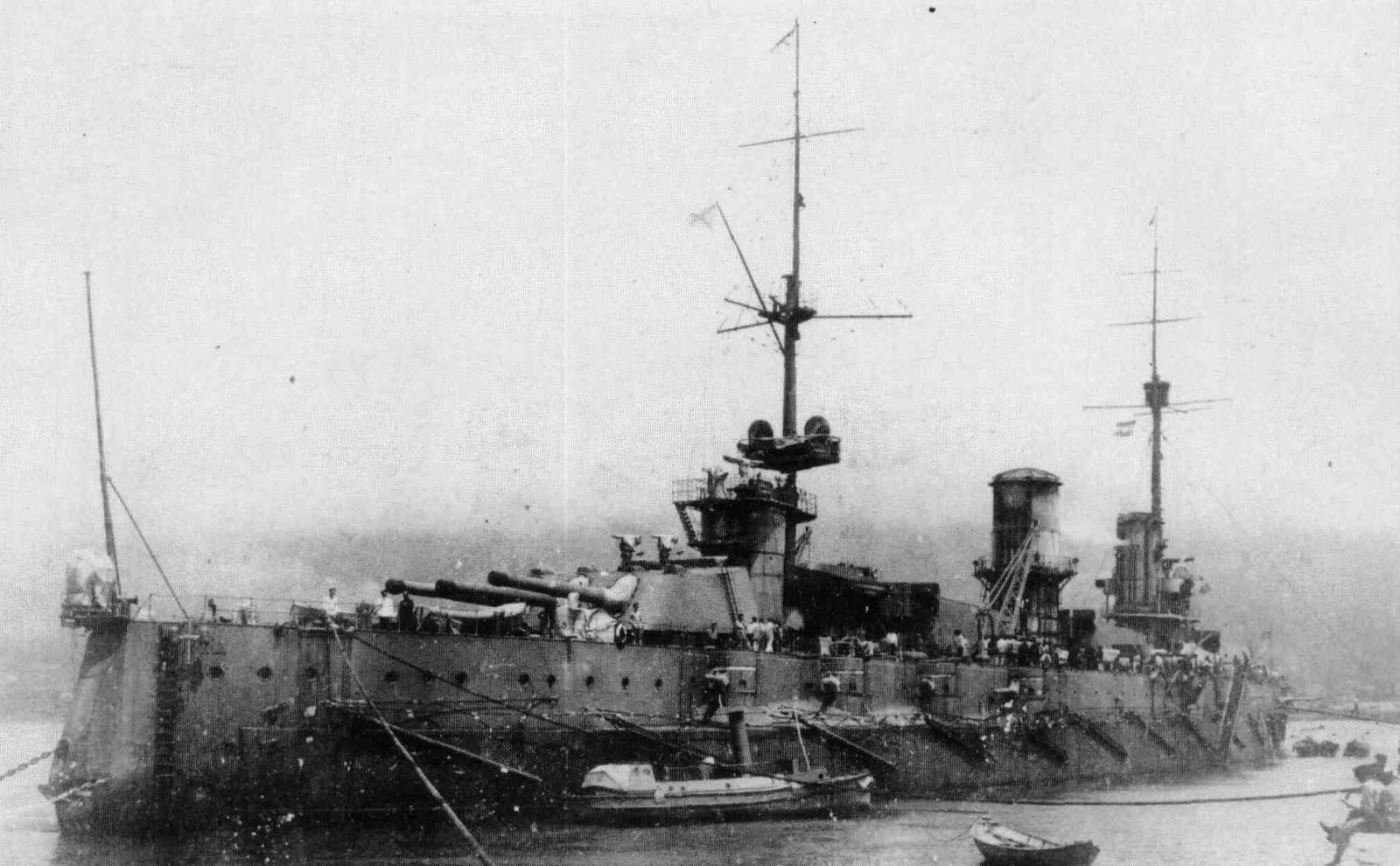
Le cuirassé Volya (Воля, Liberté) à Novorossiïsk en 1918.

À l'arrivée des troupes allemandes en Crimée en avril 1918, l'essentiel des grosses unités de la flotte quittent Sébastopol le 30 avril pour Novorossiïsk, en république soviétique du Kouban et de la mer Noire. Quand l'adversaire débarque sur la péninsule de Taman en juin, Lénine envoie par télégramme l'ordre de saborder les navires pour éviter leur capture, mais la majorité de la flotte ne l'applique pas, sauf pour le cuirassé Libre Russie (ancien Impératrice Catherine la Grande), dix contre-torpilleurs, un pétrolier et cinq transports, qui sont remorqués au large de la baie de Tsemes (où se trouve la base navale de Novorossiïsk) et coulés.

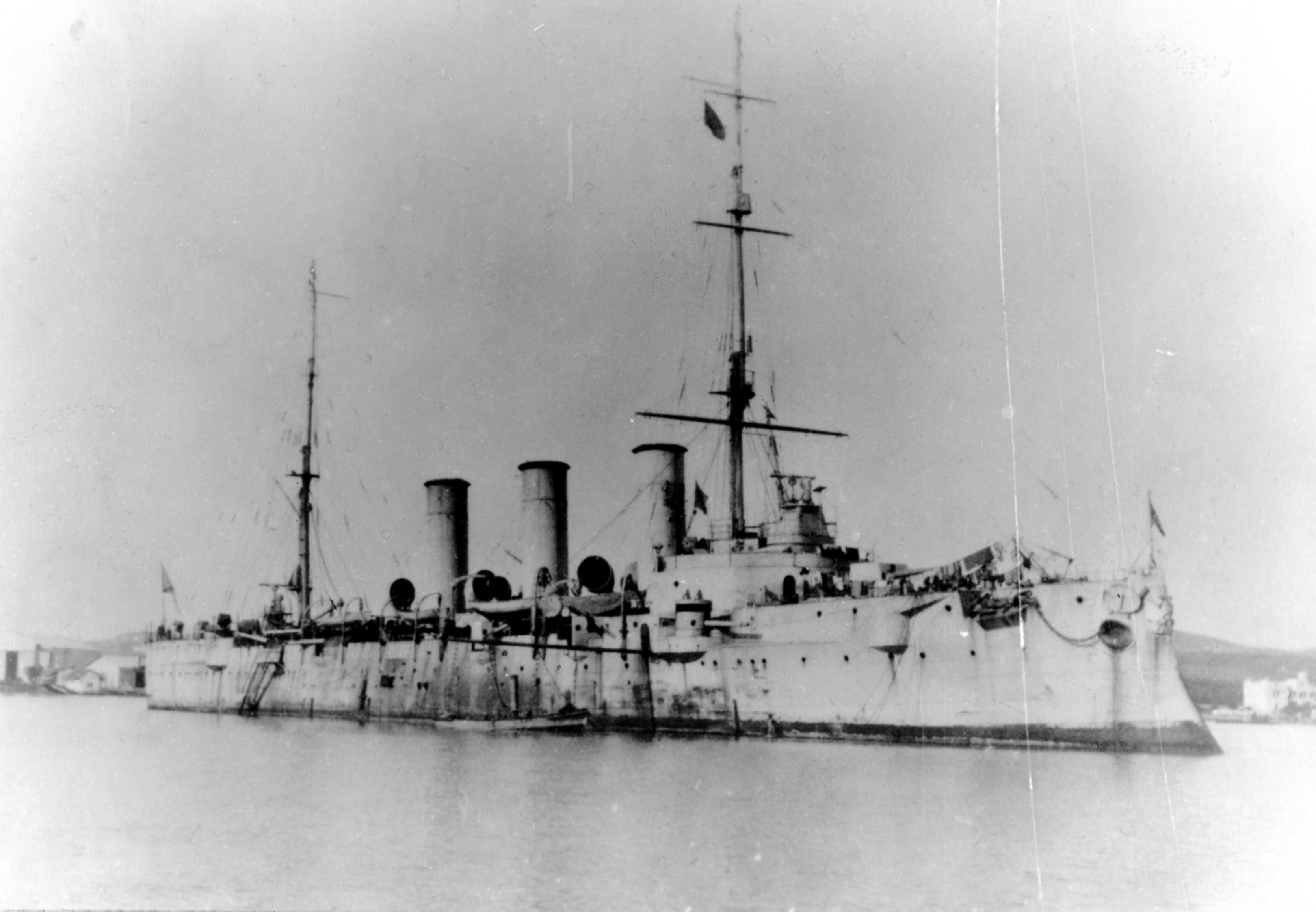
Le croiseur Général Kornilov (ancien Otchakov) de la flotte de l'Armée blanche à Bizerte en 1920.

La fin de la Guerre mondiale entraîne le remplacement des Allemands par les forces alliées, les Franco-Britanniques prenant le contrôle d'Odessa et de Sébastopol en décembre 1918, puis de Nikolaïev, remettant les unités de la flotte aux Russes blancs, engagés dans la guerre civile russe. Mais les troupes de l'Armée rouge reconquièrent le Sud de l'Ukraine en mars 1919, les Blancs ne conservant que la Crimée. La flotte de l'Armée blanche fut le dernier vestige de la flotte de la mer Noire de la Marine impériale russe : créée en 1920, elle permet d'évacuer l'armée du général Wrangel en novembre 1920. Internée à Bizerte à partir de décembre 1921, elle cessa d'exister en 1924 quand la France a reconnu l'URSS. Les navires sont remis aux représentants soviétiques, mais vétustes et sans équipage, ils sont vendus puis ferraillés.

## Flotte soviétique

### Entre-deux-guerres
La flotte soviétique de la mer Noire est fondée en 1921, mais avec dans un premier temps seulement quatre canonnières, le temps que les chantiers relancent les réparations des navires endommagés, ainsi que la construction d'unités neuves. Nikolaïev est en RSS d'Ukraine, Sébastopol se trouve alors en RSS autonome de Crimée, tandis que Novorossiïsk est en RSFS de Russie.

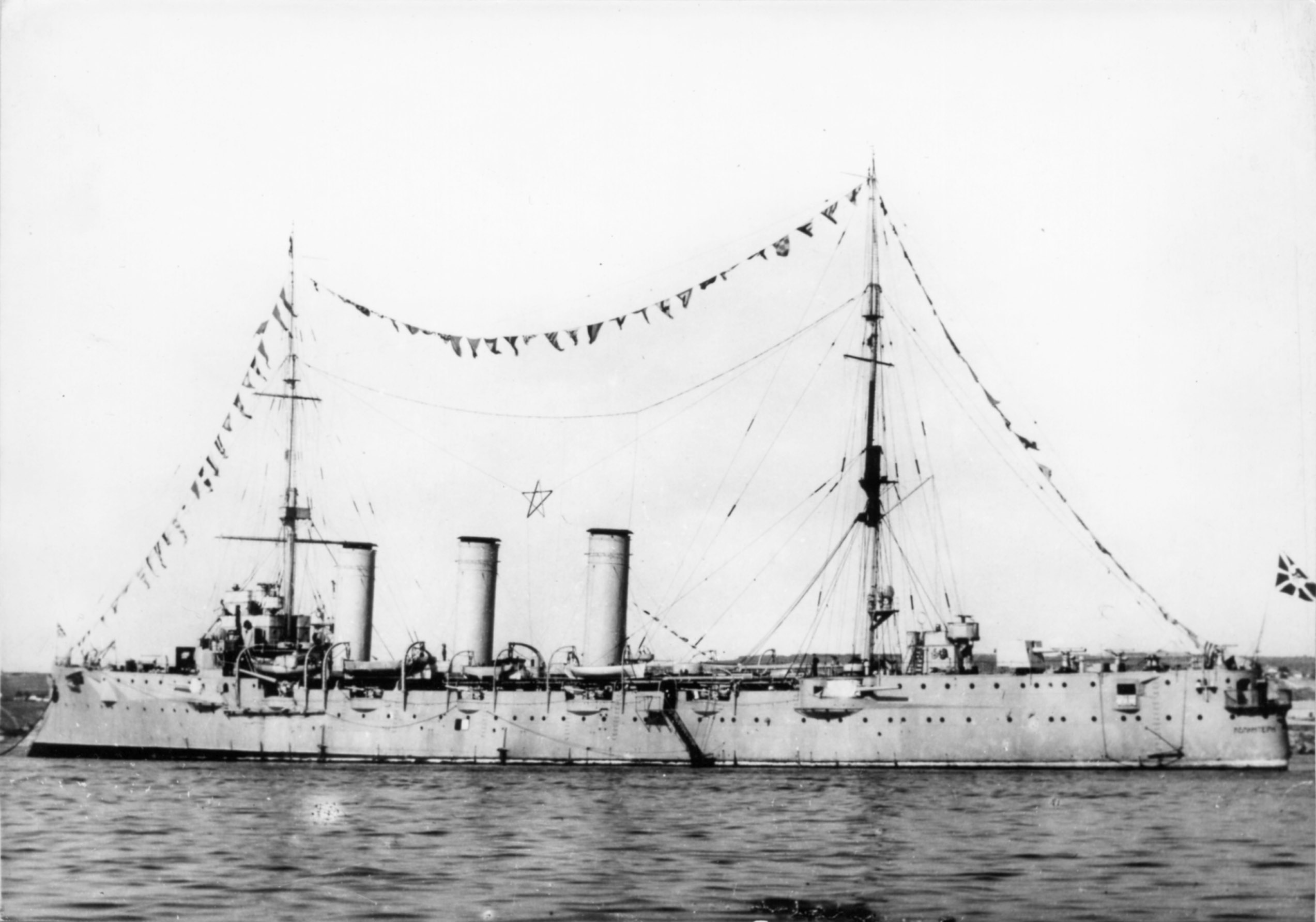
Le croiseur Komintern en 1923

En 1923, le croiseur Komintern («Коминтерн», ex Mémoire de Mercure) redevient opérationnel, devenant le navire amiral de la flotte. À partir de 1930, la flotte est renforcée avec le vieux cuirassé Commune de Paris («Парижская коммуна», ex Sébastopol, renommé lors des 50 ans de la Commune), venant de la Baltique pour servir de nouveau navire amiral. En 1936, l'URSS signe la convention de Montreux, qui l'autorise à faire passer ses navires de guerre par les Dardanelles et le Bosphore, à condition d'en notifier la Turquie auparavant.
La flotte comprend au début de 1941 le cuirassé Commune de Paris, six croiseurs légers Molotov («Молотов»), Vorochilov («Ворошилов»), Tchervona Oukraïna («Червона Украина»), Crimée rouge («Красный Крым»), Caucase rouge («Красный Кавказ») et Komintern («Коминтерн»), vingt contre-torpilleurs, 44 sous-marins, 15 patrouilleurs et 84 vedettes lance-torpilles. Elle a aussi à sa disposition les 62e et 63e brigades aériennes, composées de 639 avions, dont 153 bombardiers, 314 chasseurs, 172 avions de reconnaissance et 155 avions auxiliaires. Izmaïl, Odessa, Otchakov, Nikolaïev, Sébastopol, Novorossiïsk et Batoumi étaient protégées par des batteries côtières d'artillerie lourde et de DCA.

### Grande Guerre patriotique
Pendant la Seconde Guerre mondiale, la flotte soviétique de la mer Noire a surtout un rôle de soutien aux opérations terrestres. Le principal affrontement naval l'oppose à la marine roumaine, lors du raid sur Constanța le 26 juin 1941 : les obus roumains frappent le Kharkov («Харьков», un contre-torpilleur classe Leningrad), tandis que les mines coulent le contre-torpilleur Moscou («Москва») et endommagent le croiseur Vorochilov («Ворошилов»).

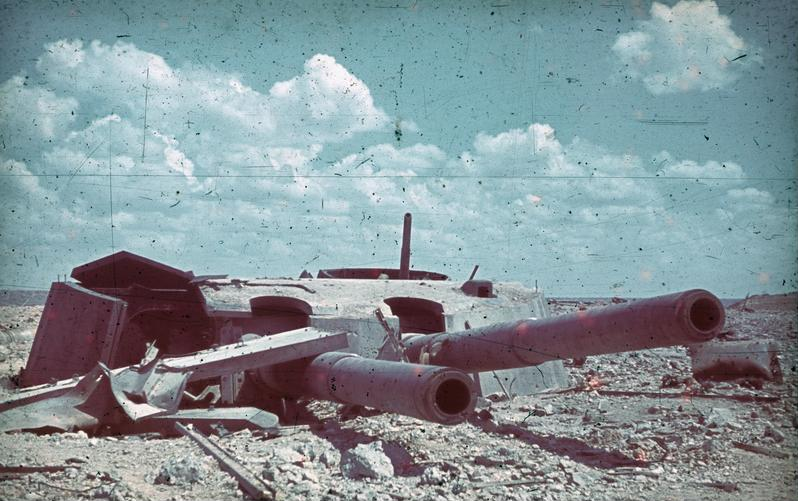
Une des tourelles défendant Sébastopol après sa destruction par les Allemands en juin 1942 (photo de Horst Grund).

La flotte soviétique perd ensuite les chantiers de Nikolaïev en août 1941, y abandonnant la coque du super-cuirassé «Советская Украина» (Ukraine soviétique) en construction et celle du gros croiseur de bataille Sébastopol (ru) («Севастополь») ; les marins de la flotte combattent notamment au sol, participant à la défense de leurs ports, mais il lui faut évacuer les survivants des défenseurs d'Odessa (octobre 1941) puis de Sébastopol (juin-juillet 1942). Des unités légères de la marine allemande sont déployées en mer Noire, ainsi que quelques vedettes lance-torpilles de la marine italienne (les équipages survivants sont évacués en mai 1943).
Réfugiée à Poti, la flotte soviétique assure ensuite une série de débarquements, à Novorossiïsk (septembre 1943), puis pendant l'opération Kertch-Eltigen (novembre 1943), l'offensive de Crimée (avril 1944), l'offensive Dniepr-Carpates (hiver 1943-1944) et l'offensive Jassy-Kishinev (août 1944, qui se termine par un débarquement à Constanța les 29 et 30 août 1944). En août et septembre 1944, le changement de camp de la Roumanie puis de la Bulgarie (les marins allemands sabordent leurs derniers navires à Varna) permet à la flotte de prendre le contrôle de toute la mer Noire.

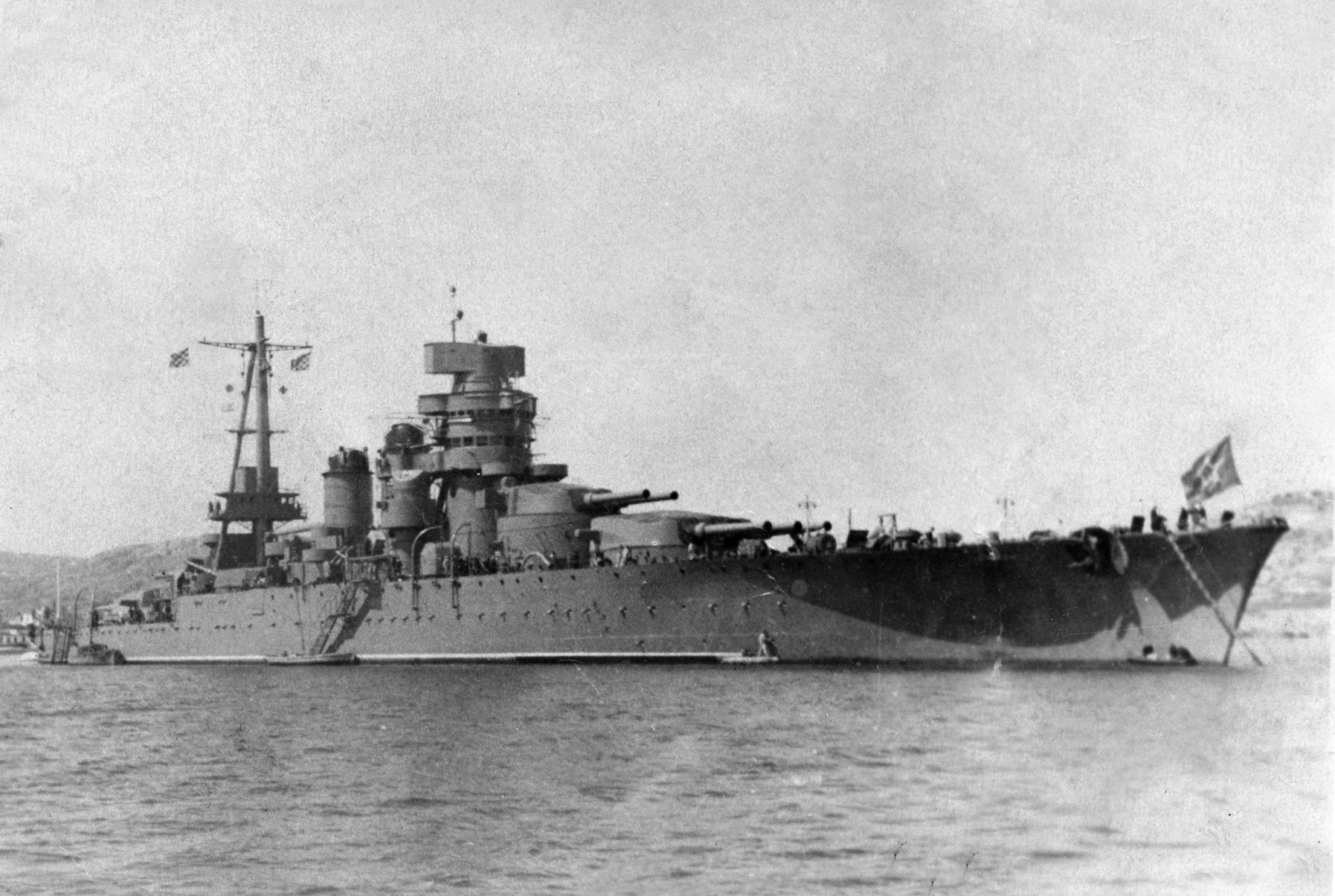
Le cuirassée Novorossiïsk (ex Giulio Cesare) en 1950 à Sébastopol.

Au titre des indemnités de guerre prévues par le traité de Paris, l'Italie livre en 1948 à l'URSS le cuirassé Giulio Cesare, qui est renommé Novorossiïsk («Новороссийск», devenant le navire amiral de la flotte, mais qui explose en 1955), le croiseur Duca d'Aosta renommé Kertch («Керчь»), ainsi que deux destroyers. De son côté, la Roumanie livre quatre contre-torpilleurs et quatre sous-marins. Il faut vingt années de chalutage pour déminer la mer Noire.

### Guerre froide

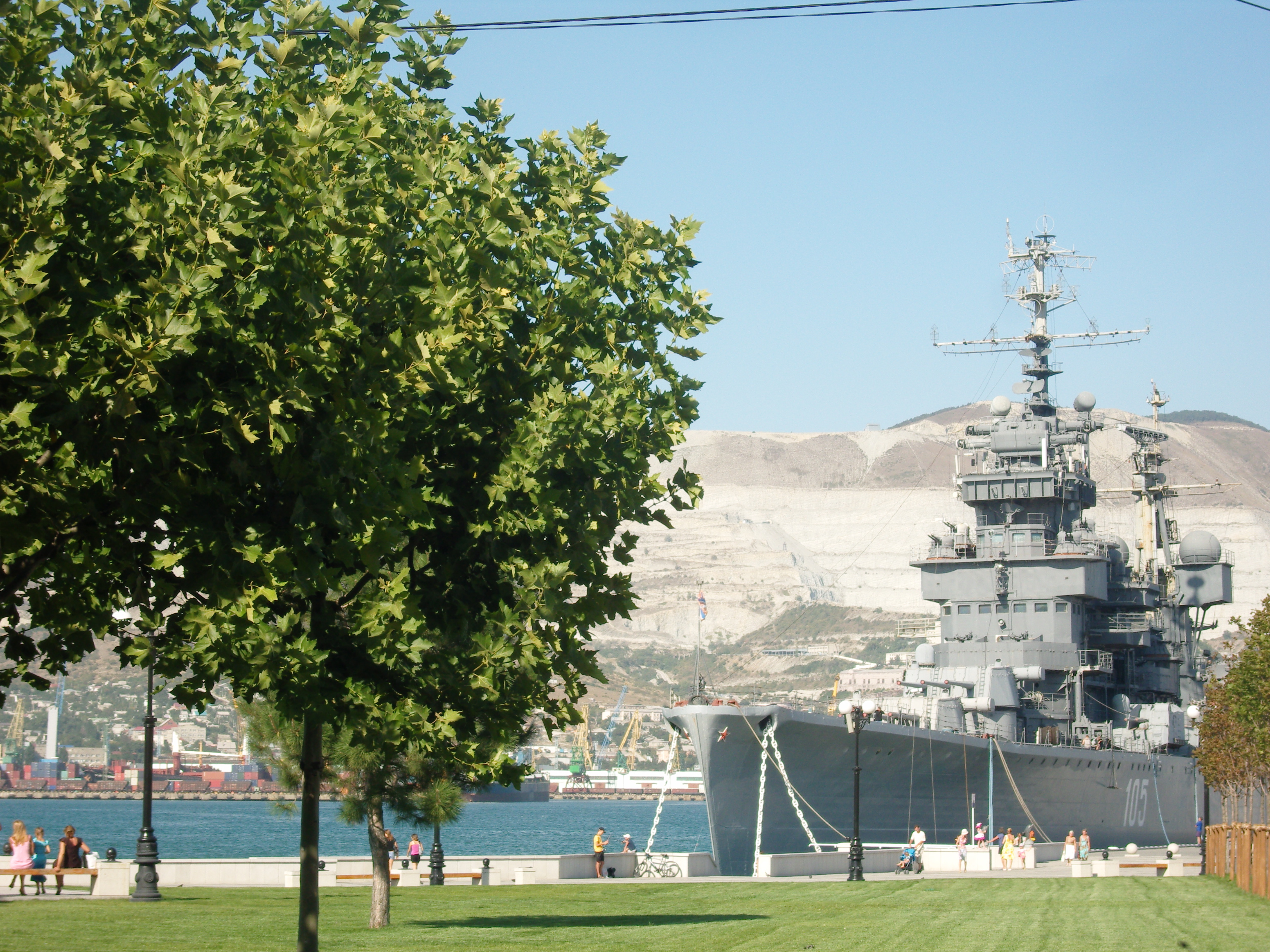
Le croiseur Mikhaïl Koutouzov (du projet 68-bis, alias classe Sverdlov), construit en 1950-1954 à Nikolaïev, désarmé en 1992 et désormais un navire musée à Novorossiïsk.

Pendant la guerre froide, la flotte de la mer Noire dispose d'installations à Izmaïl (pour la flottille du Danube), Odessa, Otchakov, Nikolaïev, Tchiornomorskoïé, Novoozerne, Sébastopol, Feodossia, Kertch, Novorossiïsk, Batoumi, Balaklava et Poti. Si la Turquie intègre l'OTAN en 1952, le renouvellement de la convention de Montreux permet aux navires soviétiques de passer les détroits en temps de paix. La flotte de la mer Noire a des sous-marins basés à Vlora en Albanie de 1958 à 1961 (y laissant quatre de la classe Whiskey lors de l'évacuation), puis envoie quelques navires croiser en mer Méditerranée à partir de 1963. Lors de la guerre des Six Jours en 1967, cette croisière est renforcée, devenant la 5e escadre soviétique, présente jusqu'en 1992, avec pour adversaire désigné la sixième flotte des États-Unis. En 1973, lors de la guerre du Kippour, l'escadre protège les cargos soviétiques ravitaillant en armes la Syrie et l'Égypte. Elle dispose alors de facilités portuaires à Port-Saïd (jusqu'en 1972) et Tartous, s'ancrant aussi en rade foraine en face de Lemnos, de Cythère, dans l'Est de la Crète, au Nord-Est de Chypre, de Sollum et de Hammamet.
En 1965, la flotte de la mer Noire reçoit l'ordre du Drapeau rouge. De 1962 à 1969, les chantiers de Nikolaïev construisent les deux croiseurs porte-hélicoptères appelés par l'OTAN la classe Moskva, chargés de faire la chasse aux premiers SNLE en Méditerranée. De 1968 à 1977, Nikolaïev fournissent les croiseurs lance-missiles de la classe Kara, dont trois sont affectés à la flotte de la mer Noire : le Kertch («Керчь»), l’Azov («Азов») et le Tallinn («Таллин», renommé en 1992 le Vladivostok, «Владивосток»). À partir de 1970, Nikolaïev construit successivement les porte-avions Kiev («Киев»), Minsk («Минск»), Novorossiïsk («Новороссийск»), Bakou («Баку»), Tbilissi («Тбилиси», l'actuel Amiral Kouznetsov), Riga («Рига», l'actuel Liaoning) et Oulianovsk («Ульяновск», abandonné en 1991). À partir de 1983, le nouveau navire amiral de la flotte de la mer Noire est le Gloire («Слава», renommé en 2000 Moscou, «Москва»), un croiseur lance-missiles du projet 1164 (alias classe Slava), dont les missiles P-700 Granit de sept tonnes sont prévus pour frapper les porte-avions américains.

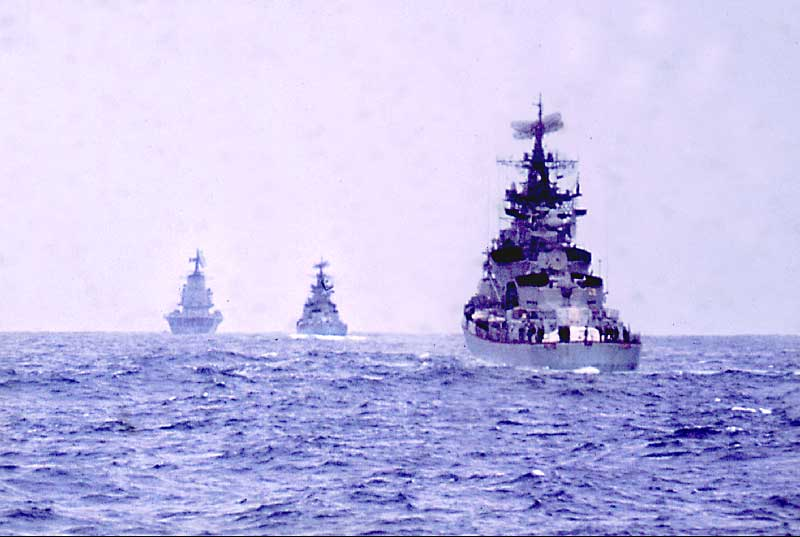
Lors des grandes manœuvres navales de 1970, une vingtaine de navires de la flotte de la mer Noire s'est entraînée dans l'Atlantique Nord-Est, notamment dans le golfe de Gascogne, dont deux groupes de recherche et d'attaque composés comme sur la photo : un croiseur porte-hélicoptères (classe Moskva, à gauche) et deux grands navires anti-sous-marins (classe Kachine).

En 1991, la flotte de la mer Noire a pour principales unités de surface six croiseurs et 13 destroyers (appelés par les Soviétiques des « grands navires anti-sous-marins ») :
- le croiseur Jdanov («Жданов») du projet 68 (classe Sverdlov), affecté en mer Noire en 1961, retiré en décembre 1989, vendu et ferraillé en Inde en 1991 ;
- le croiseur Mikhaïl Koutouzov («Михаил Кутузов») du projet 68, armé en 1954, retiré en 1992, devenu un navire musée à Novorossiïsk ;
- le croiseur porte-hélicoptères «Москва» (Moscou) du projet 1123 Condor (classe Moskva), armé en 1967, retiré en 1996, vendu et ferraillé en Inde en 1997 ;
- le croiseur porte-hélicoptères «Ленинград» (Leningrad) du projet 1123, armé en 1969, retiré en 1992, vendu et ferraillé en Inde en 1995 ;
- le croiseur lance-missiles Amiral Golovko («Адмирал Головко») du projet 58 (classe Kynda), affecté en mer Noire en 1968, retiré en 2002, ferraillé à Inkerman en 2004 ;
- le croiseur lance-missiles Slava («Слава» : Gloire) du projet 1164 Atlas (classe Slava), armé en 1983, renommé Moscou («Москва») en 2000, coulé en 2022[10] ;
- neuf destroyers du projet 61 (classe Kachine), tous désormais ferraillés sauf le Smetlivy («Сметливый»), datant de 1969 et transformé en navire musée à Sébastopol en 2020 ;
- quatre destroyers du projet 1134 (classe Kara), les Nikolaiev («Николаев», ferraillé en 1994), Otchakov («Очаков», sabordé en 2014), Kertch («Керчь», ferraillé en 2020) et Azov («Азов», ferraillé en 2000).

## Flotte russe

### Partage entre la Russie et l'Ukraine

Le « drapeau naval de la flotte de la mer Noire » (Военно-морской флаг Черноморского флота), arboré par les navires pendant la période de transition de septembre 1992 à décembre 1995. C'est le pavillon de la marine soviétique sans l'étoile rouge, le marteau et la faucille.

Avec le déclin de l'Union soviétique et la disparition du pacte de Varsovie, la situation de la flotte soviétique de la mer Noire se dégrade rapidement, avec d'importantes réductions de son financement, la perte d'anciens alliés (Roumanie et Bulgarie le 25 février 1991, qui intègrent l'OTAN le 29 mars 2004), de territoires (proclamations d'indépendance de la Géorgie le 9 avril 1991, de l'Ukraine le 24 août et de la Moldavie le 27 août) et de ses principales missions (suspension de l'escadre de Méditerranée de 1992 à 2013).
À la suite de la dislocation de l'URSS en décembre 1991, la flotte de la mer Noire devient un sujet de discorde entre les deux nouveaux États que sont l'Ukraine et la Russie, chacun réclamant en avril 1992 la souveraineté sur les navires de la flotte et exigeant respectivement qu'ils portent le pavillon bleu et jaune ou la croix de saint André bleue. L'essentiel du personnel, des armements et des installations côtières de la flotte étant situé en Ukraine, plusieurs navires et formations terrestres se sont déclarés ukrainiens. Cependant, cela a immédiatement conduit à des conflits avec la majorité des officiers qui semblaient être fidèles à la Russie. Simultanément, des groupes séparatistes pro-russes sont devenus actifs dans la politique locale de la République autonome de Crimée et de la municipalité de Sébastopol où se trouvaient les principales bases navales, et ont commencé à coordonner leurs efforts avec les marins pro-Moscou.
Un premier accord est trouvé à Yalta le 3 août 1992 : la flotte de la mer Noire est retirée du commandement unifié de la CEI, devenant une force commune russo-ukrainienne pour une période de transition. Le 9 juin 1995, un accord final signé à Sotchi partage la flotte de la mer Noire au 1er janvier 1996 : la nouvelle marine ukrainienne obtient 18,3 % de la flotte (soit 80 navires), avec pour bases Odessa, Novoozerne et Berdiansk ; la marine russe récupère 81,7 % de la flotte (soit 338 navires), conservant Sébastopol comme principale base navale, en plus de ses installations à Novorossiïsk, Touapsé, Temriouk et Taganrog.

### Intervention en Géorgie
La nation nouvellement indépendante de Géorgie, qui abritait également plusieurs bases de la flotte soviétique de la mer Noire lorsqu'elle était la République socialiste soviétique de Géorgie, a également revendiqué une part de la flotte, dont 32 navires de guerre anciennement stationnés au port géorgien de Poti sur la mer Noire. Non membre de la CEI à l'époque, la Géorgie n'a cependant pas été incluse dans les négociations initiales en janvier 1992. De plus, certaines bases de faible importance situées dans l'autonome et dissidente Abkhazie, soutenue par la Russie, ont rapidement échappé à tout contrôle géorgien.
En 1996, la Géorgie a repris ses exigences et le refus russe d'attribuer à la Géorgie une partie de l'ex-marine soviétique est devenu une autre pomme de discorde dans les relations russo-géorgiennes qui se détérioraient progressivement. Cette fois, l'Ukraine a approuvé les revendications de Tbilissi, remettant plusieurs patrouilleurs à la marine géorgienne et commençant à former des équipages géorgiens, mais n'a pas été en mesure d'inclure dans l'accord final sur la flotte un transfert des anciens navires basés à Poti vers la Géorgie. Plus tard, il a été décidé de céder le reste de la part géorgienne à la Russie en échange d'une diminution de sa dette.
La Russie a employé une partie de la flotte contre la marine géorgienne en 2008 pendant la guerre russo-géorgienne (la deuxième guerre d'Ossétie du Sud), lors de la bataille des côtes d'Abkhazie. Les unités russes opérant au large de la région sécessionniste de l'Abkhazie en Géorgie ont entraîné une escarmouche et le naufrage d'un navire de la marine géorgienne. Depuis la guerre d'Ossétie du Sud de 2008, la flotte russe de la mer Noire n'a participé à aucun exercice naval conjoint impliquant des navires de guerre géorgiens. Cependant, une telle déclaration n'a que peu de sens puisque la marine géorgienne a cessé d'exister (début 2009, elle a été fusionnée avec les garde-côtes géorgiens).
En 2010, la flotte russe de la mer Noire a un effectif de 24 000 militaires. La base navale de Novorossiïsk prend de l'importance dans les années 2010. En 2014, la flotte compte 25 bâtiments de combat parmi les 171 totalisant les forces navales russes. Il s'agit de la quatrième composante parmi les cinq (les autres étant les flottes du Nord, du Pacifique et de la Baltique, et la flottille de la Caspienne).

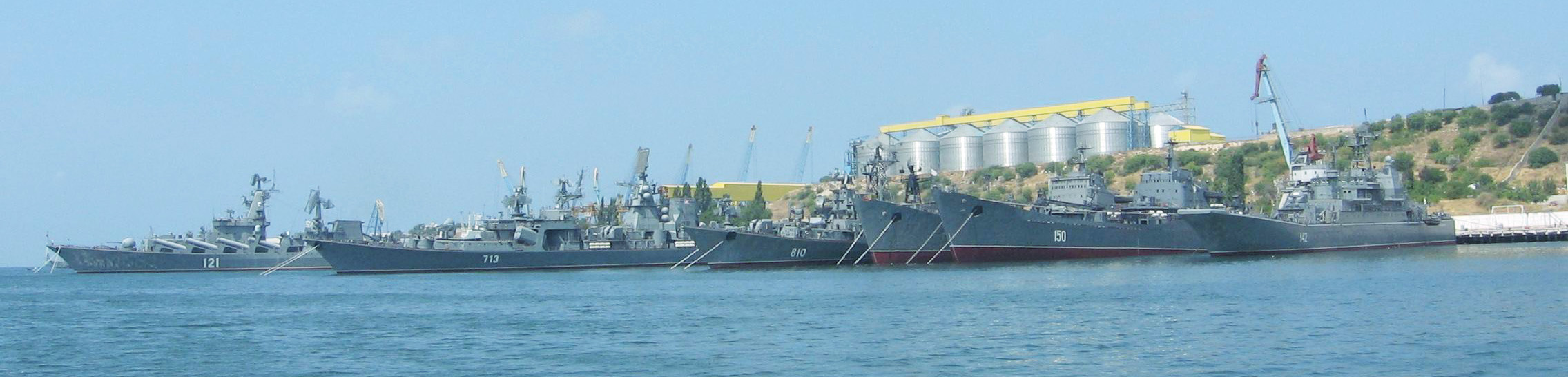
Navires de la flotte de la mer Noire de la fédération de Russie en 2007, à quai à Sébastopol.

### Invasion de la Crimée

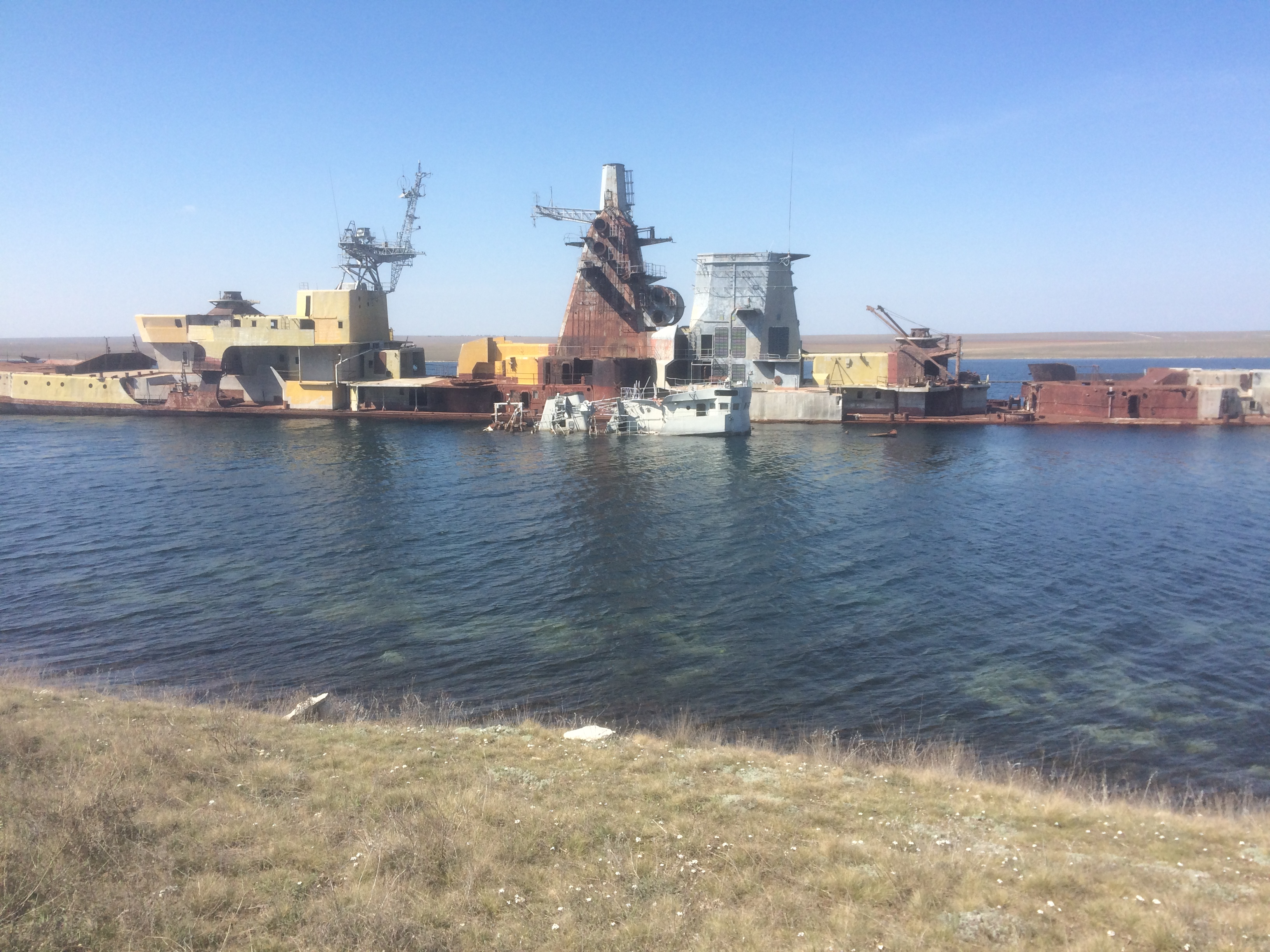
Le destroyer Otchakov en cours de ferraillage dans le Donouzlav, en 2017.

En mars 2014, le personnel de la flotte russe sert de soutien à l'annexion de la Crimée par la Russie ; la majorité des navires ukrainiens, ainsi que toutes leurs installations en Crimée, sont saisis lors de l'opération. Dans la nuit du 5 au 6 mars 2014, le vieux destroyer Otchakov («Очаков», du projet 1134B Berkut-b, alias classe Kara) est remorqué jusqu'au chenal d'accès au lac Donouzlav, puis y est coulé, bloquant ainsi les navires ukrainiens (une corvette, trois chasseurs de mines et deux navires de débarquement) dans leur base de Novoozerne. Les unités ukrainiennes se rendent le 24 mars 2014, sauf le dragueur de mines Tcherkassy («Черкаси», du projet 266M Akvamarin, alias classe Natya), qui est pris d'assaut dans la nuit du 25 au 26 ; la coque du destroyer est ensuite renflouée, puis feraillée. Une partie du personnel ukrainien choisit de rester en Crimée, devenant des militaires russes.
Le 25 novembre 2018, la marine russe capture deux canonnières ukrainiennes (classe Gyurza-M) qui tentaient de passer sous le pont de Crimée ; cet incident du détroit de Kertch a impliqué dix patrouilleurs des garde-côtes russes (du projet 12200 Sobol). Le 23 juin 2021, le destroyer britannique HMS Defender passe dans les eaux territoriales de la Crimée, essuyant des tirs de semonce de la part de navires russes et d'un Soukhoï Su-24. À partir de 2015, des unités de la flotte sont envoyées en Méditerranée orientale en soutien à l'intervention militaire de la Russie en Syrie : des navires lance-missiles tirent des missiles Calibre en 2016 et 2017, tandis que deux sous-marins sont détachés à la base de Tartous depuis septembre 2017

### Composition en 2021
| Type                                    | Classe                                                                                                | #       | Nom                                                       | Note | Images |
| --------------------------------------- | --- | ------- | --------------------------------------------------------- | --- | ------ |
| Croiseur lance-missiles                 | проекта 1164 «Атлант» (projet 1164 Atlas, appelé par l'OTAN la classe Slava)                          | 121     | «Москва» (Moskva)                                         | Construit de 1976 à 1983, équipé de 16 lance-missile anti-navires Bazalt. Coulé le 14 avril 2022 par les forces ukrainiennes. |        |
| Frégates lance-missiles                 | проекта 1135 «Буревестник» (projet 1135 Pétrel, alias classe Krivak)                                  | 801     | «Ладный» (Ladny)                                          | Construit de 1978 à 1979. Mis en service en 1981. |        |
| Frégates lance-missiles                 | проекта 1135 «Буревестник» (projet 1135 Pétrel, alias classe Krivak)                                  | 826     | «Пытливый» (Pytlivy : Inquisiteur)                        | Construit de 1979 à 1981. Mis en service en 1981. |        |
| Frégates lance-missiles                 | проекта 11356P/M «Буревестник» (Projet 11356P/M Pétrel, alias classe Amiral Grigorovich ou Krivak IV) | 745     | «Адмирал Григорович» (Amiral Grigorovitch)                | Construit de 2010 à 2014. Mis en service en 2016. |        |
| Frégates lance-missiles                 | проекта 11356P/M «Буревестник» (Projet 11356P/M Pétrel, alias classe Amiral Grigorovich ou Krivak IV) | 751     | «Адмирал Эссен» (Amiral Essen)                            | Construit de 2011 à 2014. Mis en service en 2016. |        |
| Frégates lance-missiles                 | проекта 11356P/M «Буревестник» (Projet 11356P/M Pétrel, alias classe Amiral Grigorovich ou Krivak IV) | 799     | «Адмирал Макаров» (Amiral Makarov)                        | Construit de 2012 à 2015. Mis en service en 2017. |        |
| Sous-marins d'attaque diesel-électrique | проекта 636.3 «Варшавянка» (projet 636.3 Varsovie, alias classe Kilo amélioré)                        | Б-261   | «Новороссийск» (Novorossiïsk)                             | Construit de 2010 à 2013. Mis en service en 2014. |        |
| Sous-marins d'attaque diesel-électrique | проекта 636.3 «Варшавянка» (projet 636.3 Varsovie, alias classe Kilo amélioré)                        | Б-237   | «Ростов-на-Дону» (Rostov-sur-le-Don)                      | Construit de 2011 à 2014. Mis en service en 2014. Endommagé en septembre 2023 par une frappe ukrainienne alors qu'il était en maintenance à Sébastopol. Le sous marins aurait été détruit en août 2024 par les forces armées ukreniennes (la Russie n'ayant pas fait de commentaire il est considéré détruit jusqu'à preuve du contraire) |        |
| Sous-marins d'attaque diesel-électrique | проекта 636.3 «Варшавянка» (projet 636.3 Varsovie, alias classe Kilo amélioré)                        | Б-262   | «Старый Оскол» (Stary Oskol)                              | Construit de 2012 à 2014. Mis en service en 2015. |        |
| Sous-marins d'attaque diesel-électrique | проекта 636.3 «Варшавянка» (projet 636.3 Varsovie, alias classe Kilo amélioré)                        | Б-265   | «Краснодар» (Krasnodar)                                   | Construit de 2014 à 2015. Mis en service en 2015. |        |
| Sous-marins d'attaque diesel-électrique | проекта 636.3 «Варшавянка» (projet 636.3 Varsovie, alias classe Kilo amélioré)                        | Б-268   | «Великий Новгород» (Velyki Novgorod : Novgorod-la-Grande) | Construit de 2014 à 2016. Mis en service en 2016. |        |
| Sous-marins d'attaque diesel-électrique | проекта 636.3 «Варшавянка» (projet 636.3 Varsovie, alias classe Kilo amélioré)                        | Б-271   | «Колпино» (Kolpino)                                       | Construit de 2014 à 2016. Mis en service en 2016. |        |
| Sous-marins d'attaque diesel-électrique | проекта 877V «Палтус» (projet 877V Flétan, classe Kilo)                                               | Б-871   | «Алроса» (Alrosa)                                         | Construit de 1988 à 1989 ; mis en service en 1990. Marine ukrainienne de 1991 à 1997. Rénové en 2019. |        |
| Patrouilleurs                           | проекта 22160 типа «Василий Быков» (projet 22160 Vassili Bykov)                                       | 368     | «Василий Быков» (Vassili Bykov)                           | Construit de 2014 à 2017. Mis en service en 2018. |        |
| Patrouilleurs                           | проекта 22160 типа «Василий Быков» (projet 22160 Vassili Bykov)                                       | 375     | «Дмитрий Рогачёв» (Dmitry Rogatchev)                      | Construit de 2014 à 2017. Mis en service en 2019. |        |
| Patrouilleurs                           | проекта 22160 типа «Василий Быков» (projet 22160 Vassili Bykov)                                       | 363     | «Павел Державин» (Pavel Derjavine)                        | Construit de 2016 à 2019. Mis en service en 2020. |        |
| Patrouilleurs                           | проекта 22160 типа «Василий Быков» (projet 22160 Vassili Bykov)                                       | 383     | «Сергей Котов» (Sergueï Kotov)                            | Construit de 2016 à 2021. Mis en service en 2022. Coulé dans la nuit du 4 au 5 mars 2024 par des drones de surface Magura V5 ukrainiens. |        |
| Patrouilleurs anti-sabotage             | проекта 21980 «Грачонок» (projet 21980 Gratchonok)                                                    | 840     | П-191 «Кадет» (P-191 Kadet)                               | Construit en 2010-2011. |        |
| Patrouilleurs anti-sabotage             | проекта 21980 «Грачонок» (projet 21980 Gratchonok)                                                    | 841     | П-349 «Суворовец» (P-349 Souvorovets)                     | Construit en 2011-2012. |        |
| Patrouilleurs anti-sabotage             | проекта 21980 «Грачонок» (projet 21980 Gratchonok)                                                    | 842     | П-350 «Курсант Кировец» (P-350 Kursant-Kirovets)          | Construit en 2012-2013. |        |
| Patrouilleurs anti-sabotage             | проекта 21980 «Грачонок» (projet 21980 Gratchonok)                                                    | 843     | П-355 «Юнармеец Крыма» (P-355 Yunarmeets Kryma)           | Construit en 2013-2014. |        |
| Patrouilleurs anti-sabotage             | проекта 21980 «Грачонок» (projet 21980 Gratchonok)                                                    | 837     | П-424 «Кинель» (P-424 Kinel)                              | Construit en 2013-2014. |        |
| Patrouilleurs anti-sabotage             | проекта 21980 «Грачонок» (projet 21980 Gratchonok)                                                    | 844     | П-433 «Павел Силаев» (P-433 Pavel Silaev)                 | Construit en 2015-2017. |        |
| Corvettes lance-missiles                | проекта 20380 типа «Стерегущий» (projet 20380 Vigilant, alias classe Steregouchtchi)                  | 734     | «Меркурий» (Merkouri : Mercure)                           | Construit de 2015 à 2020. Mis en service en 2022. |        |
| Corvettes lance-missiles                | проекта 20380 типа «Стерегущий» (projet 20380 Vigilant, alias classe Steregouchtchi)                  | 534     | «Строгий» (Strogui : Strict)                              | Construit de 2015 à 2019. Mis en service en 2022. |        |
| Corvettes lance-missiles                | проекта 21631 «Буян-М» (projet 21631 Bouïan-M)                                                        | 609     | «Вышний Волочёк» (Vychni Volotchiok)                      | Construit de 2014 à 2016. Mis en service en 2018. |        |
| Corvettes lance-missiles                | проекта 21631 «Буян-М» (projet 21631 Bouïan-M)                                                        | 626     | «Орехово-Зуево» (Orekhovo-Zouïevo)                        | Construit de 2014 à 2018. Mis en service en 2018. |        |
| Corvettes lance-missiles                | проекта 21631 «Буян-М» (projet 21631 Bouïan-M)                                                        | 630     | «Ингушетия» (Ingouchétïya : Ingouchie)                    | Construit de 2014 à 2019. Mis en service en 2019. |        |
| Corvettes lance-missiles                | проекта 21631 «Буян-М» (projet 21631 Bouïan-M)                                                        | 600     | «Грайворон» (Graïvoron)                                   | Construit de 2015 à 2020. Mis en service en 2021. |        |
| Corvettes anti-sous-marins              | проекта 1124 «Альбатрос» (projet 1124 Albatros, alias classe Grisha III)                              | 059     | «Александровец» (Aleksandrovets), anciennement MPK-49     | Construit de 1980 à 1982. Mis en service en 1982. |        |
| Corvettes anti-sous-marins              | проекта 1124М «Альбатрос-М» (projet 1124M Albatros-M, alias classe Grisha V)                          | 064     | «Муромец» (Mouromets), anciennement MPK-64                | Construit de 1980 à 1982. Mis en service en 1982. |        |
| Corvettes anti-sous-marins              | проекта 1124М «Альбатрос-М» (projet 1124M Albatros-M, alias classe Grisha V)                          | 071     | «Суздалец» (Souzdalets), anciennement MPK-118             | Construit en 1981. Mis en service en 1983. |        |
| Corvettes anti-sous-marins              | проекта 1124М «Альбатрос-М» (projet 1124M Albatros-M, alias classe Grisha V)                          | 055     | «Касимов» (Kassimov), anciennement MPK-199                | Construit de 1984 à 1985. Mis en service en 1986. |        |
| Corvettes anti-sous-marins              | проекта 1124М «Альбатрос-М» (projet 1124M Albatros-M, alias classe Grisha V)                          | 053     | «Поворино» (Povorino), anciennement MPK-207               | Construit de 1986 à 1988. Mis en service en 1989. |        |
| Corvettes anti-sous-marins              | проекта 1124М «Альбатрос-М» (projet 1124M Albatros-M, alias classe Grisha V)                          | 054     | «Ейск» (Ieïsk), anciennement MPK-217                      | Construit de 1987 à 1989. Mis en service en 1989. |        |
| Corvettes lance-missiles                | проекта 1239 «Сивуч» (projet 1239 Dergach, alias classe Bora)                                         | 615     | «Бора» (Bora), anciennement MRK-27                        | Construit de 1987 à 1989. Mis en service en 1992. |        |
| Corvettes lance-missiles                | проекта 1239 «Сивуч» (projet 1239 Dergach, alias classe Bora)                                         | 616     | «Самум» (Samoum), anciennement MRK-17                     | Construit de 1991 à 1992. Mis en service en 2000. Touché en septembre 2023 |        |
| Corvettes lance-missiles                | проекта 1241 «Молния-1» (projet 1241 Foudre-1, alias classe Tarantul)                                 | 962     | «Р-71» «Шуя» (Chouïa)                                     | Construit de 1981 à 1983. Mis en service en 1985. |        |
| Corvettes lance-missiles                | проекта 1241 «Молния-1» (projet 1241 Foudre-1, alias classe Tarantul)                                 | 955     | «Р-60» «Буря» (Orage)                                     | Construit de 1985 à 1986. Mis en service en 1987. |        |
| Corvettes lance-missiles                | проекта 1241 «Молния-1» (projet 1241 Foudre-1, alias classe Tarantul)                                 | 953     | «Р-239» «Набережные челны» (Naberejnye Tchelny)           | Construit de 1987 à 1988. Mis en service en 1989. |        |
| Corvettes lance-missiles                | проекта 1241 «Молния-1» (projet 1241 Foudre-1, alias classe Tarantul)                                 | 954     | «Р-334» «Ивановец» (Ivanovets)                            | Construit en 1989. Mis en service en 1989. Désarmé en 2019. Remis en service durant l'année 2021. Coulé le 1er février 2024 par des drones ukrainiens près du lac Donouzlav. |        |
| Navires de débarquement                 | проекта 1171 «Тапир» (projet 1171 Tapir, alias classe Alligator)                                      | 150     | «Саратов» (Saratov)                                       | Construit en 1964. Mis en service en 1966. Détruit le 24 mars 2022 par l'Armée ukrainienne lors de l'attaque du port de Berdiansk. |        |
| Navires de débarquement                 | проекта 1171 «Тапир» (projet 1171 Tapir, alias classe Alligator)                                      | 148     | «Орск» (Orsk)                                             | Construit de 1967 à 1968. Mis en service en 1968. |        |
| Navires de débarquement                 | проекта 1171 «Тапир» (projet 1171 Tapir, alias classe Alligator)                                      | 152     | «Николай Фильченков» (Nikolaï Filtchenkov)                | Construit de 1974 à 1975. Mis en service en 1975. |        |
| Navires de débarquement                 | проекта 775 (projet 775/II, alias classe Ropucha)                                                     | 158     | «Цезарь Куников» (Tsezar Kounikov)                        | Commissionné en 1986. Détruit le 14 février 2024 par une attaque de drone naval ukrainien. |        |
| Navires de débarquement                 | проекта 775 (projet 775/II, alias classe Ropucha)                                                     | U402    | «Константин Ольшанский» (Constantin Olchanski)            | Commissionné en 1985. Cédé le 28 mai 1997 à la marine ukrainienne ; bloqué dans le lac Donouzlav en mars 2014, il repasse sous pavillon russe. Détruit par des missiles ukrainiens le 24 mars 2024. |        |
| Navires de débarquement                 | проекта 775 (projet 775/II, alias classe Ropucha)                                                     | 142     | «Новочеркасск» (Novotcherkassk)                           | Commissionné en 1987. Coulé le 26 décembre 2023 à la suite d'une attaque ukrainienne alors qu'il était amarré dans le port de Théodosie situé en Crimée alors occupée par la Russie. |        |
| Navires de débarquement                 | проекта 775 (projet 775/II, alias classe Ropucha)                                                     | 156     | «Ямал» (Yamal)                                            | Commissionné en 1988. Touché par des missiles ukrainiens le 24 mars 2024. |        |
| Navires de débarquement                 | проекта 775 (projet 775/II, alias classe Ropucha)                                                     | 012     | Оленегорский горняк (Olenegorski Gorniak)                 | Anciennement connu sous le nom de BDK-91. Endommagé par un drone naval ukrainien le 4 août 2023. |        |
| Navires de débarquement                 | проекта 775 (projet 775/III, alias classe Ropucha)                                                    | 151     | «Азов» (Azov)                                             | Commissionné en 1990. Touché par des missiles ukrainiens le 24 mars 2024. |        |
| Navires de débarquement                 | chalands du проекта 11770 «Серна» (projet 11770 Serna)                                                | 575     | «Д-144» (D-144)                                           | Construit en 2008 ; détruit le 10 novembre 2023. |        |
| Navires de débarquement                 | chalands du проекта 11770 «Серна» (projet 11770 Serna)                                                | 544     | «Д-199» (D-199)                                           | Commissionné en 2014. |        |
| Navires de débarquement                 | chalands de débarquement du проекта 1176 «Акула» (projet 1176 Requin, alias classe Ondatra)           | 542     | «Д-295» (D-295)                                           | Construit en 1989 ; détruit le 10 novembre 2023. |        |
| Navires de débarquement                 | chalands de débarquement du проекта 1176 «Акула» (projet 1176 Requin, alias classe Ondatra)           | 543     | «Д-106» (D-106)                                           | Construit en 2009. |        |
| chasseurs de mines                      | проекта 12700 «Александрит» (projet 12700 Alexandrit)                                                 | 601     | «Иван Антонов» (Ivan Antonov)                             | Construit en 2017-2019. |        |
| chasseurs de mines                      | проекта 12700 «Александрит» (projet 12700 Alexandrit)                                                 | 659     | «Владимир Емельянов» (Vladimir Emelyanov)                 | Construit en 2017-2019. |        |
| chasseurs de mines                      | проекта 12700 «Александрит» (projet 12700 Alexandrit)                                                 | 631     | «Георгий Курбатов» (Georgy Kurbatov )                     | Construit en 2015-2021. |        |
| chasseurs de mines                      | проекта 266-М «Аквамарин-М» (projet 266M Akvamarin, alias classe Natya)                               | 911     | «Иван Голубец» (Ivan Golubets)                            | Construit en 1973. |        |
| chasseurs de mines                      | проекта 266-М «Аквамарин-М» (projet 266M Akvamarin, alias classe Natya)                               | 913     | «Ковровец» (Kovrovets)                                    | Construit en 1974. Coulé par l Ukraine le 19 mai 2024. |        |
| chasseurs de mines                      | проекта 266-М «Аквамарин-М» (projet 266M Akvamarin, alias classe Natya)                               | 912     | «Турбинист» (Turbinist)                                   | Construit en 1975. |        |
| chasseurs de mines                      | проекта 12660 «Рубин» (projet 12660 Rubis, alias classe Gorya)                                        | 901     | «Железняков» (Zheleznyakov)                               | Construit en 1988. |        |
| chasseurs de mines                      | проекта 266 «Аквамарин» (projet 266 Aigue-Marine, alias classe Yurka)                                 | 770     | «Валентин Пикуль» (Valentin Pikul)                        | Construit en 2001. |        |
| chasseurs de mines                      | проекта 266 «Аквамарин» (projet 266 Aigue-Marine, alias classe Yurka)                                 | 908     | «Вице-адмирал Захарьин» (Vice-amiral Zakharin)            | Construit en 2009. |        |
| navire de renseignements                | проекта 18280 типа «Юрий Иванов» (projet 18280 Iouri Ivanov)                                          | 788     | «Иван Хурс» (Ivan Khurs)                                  | Construit de 2013 à 2017. Touché par un drone de surface naval ou un missile le 24 mars 2024 par les forces ukrainiennes,. |        |
| navire de renseignements                | проекта 864 «Меридиан» (projet 864 Méridien, classe Vichnia)                                          | 437     | «Приазовье» (Priazovye)                                   | Commissionné en 1987. |        |
| navire de renseignements                | проекта 861М (projet 861M, alias classe Moma)                                                         | SSW-418 | «Экватор» (Équateur)                                      | Construit en 1968. |        |
| navire de renseignements                | проекта 861М (projet 861M, alias classe Moma)                                                         | SSW-512 | «Кильдин» (Kildin)                                        | Construit en 1969-1970. |        |
| navire de sauvetage de sous-marin       | |         | «Коммуна» (Kommouna)                                      | Construit en 1912-1913 et commissionné en 1915 ; touché par une attaque ukrainienne le 21 avril 2024. |        |

La flotte russe de la mer Noire a aussi sous ses ordres, au titre des troupes côtières de la marine russe, la 810e brigade d'infanterie de marine et la 11e brigade d'artillerie côtière (armée de missiles K-300 Bastion et 3K60 Bal).

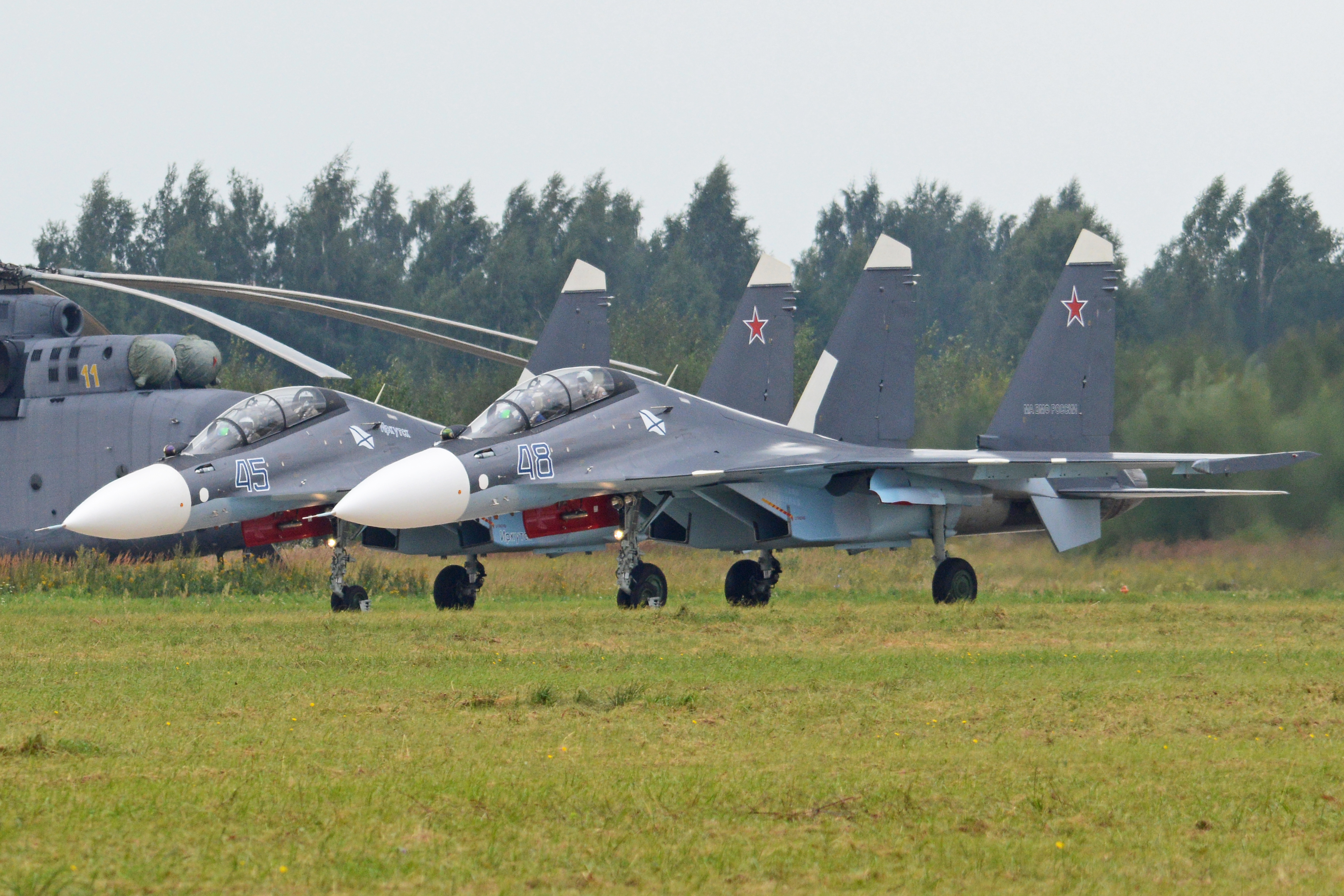
Su-30SM de l'aviation navale russe sur la base aérienne de Novofedorivka Saki.

L'aviation navale russe est représentée par la 2e division d'aviation navale, composée du 43e régiment aéronaval sur la base de Saki (bombardiers Su-30SM et Su-24M/MR) et du 318e régiment mixte à Katcha (lutte anti-sous-marine, transport et sauvetage : Tu-134UB-L, An-12, An-26, An-2, Ka-27, Ka-29 et Mi-8) de la base aérienne de Chersonèse.
Elle dispose aussi du soutien des autres forces armées présentes en Crimée : tout le 22e corps d'armée depuis 2017 ; la 27e division d'aviation mixte, comprenant le 37e régiment d'aviation mixte à Simferopol-Gvardeyskoye (Su-24 et Su-25), le 38e régiment de chasseurs de la Garde à Sébastopol-Belbek (Su-27 et Su-30SM) et le 39e régiment d'hélicoptère à Djankoï (Mi-35, Ka-52, Mi-28N et Mi-8AMTSh) ; et la 31e division de défense aérienne, composée du 12e régiment antiaérien à Sébastopol et du 18e régiment antiaérien de la Garde à Feodossia (armés de missiles S-400, Bouk et Pantsir).

### Invasion de l'Ukraine

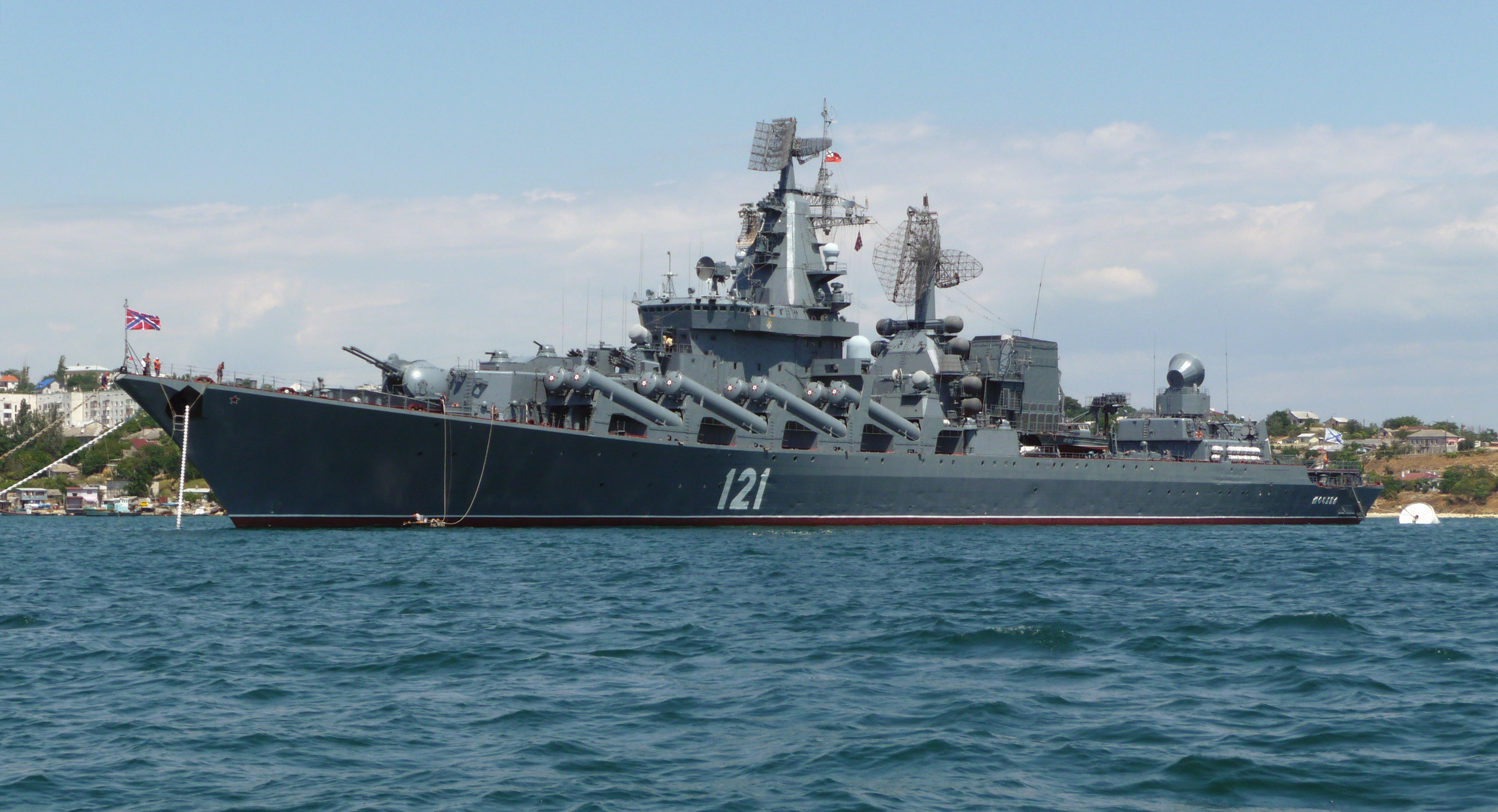
Le navire amiral de la flotte russe de la mer Noire : le croiseur Moskva, construit de 1976 à 1983, portant 16 lance-missiles antinavires Basalte. Il a sombré le 14 avril 2022 ; l'Ukraine revendique la frappe du navire à l'aide de deux missiles Neptune.

Le 12 février 2022, dans un contexte de menace russe sur l'Ukraine, la marine russe annonce organiser un vaste exercice en mer Noire et en mer d'Azov : la flotte prend la mer, renforcée par des unités venant de la Baltique. À partir du 24 février, pendant l'invasion de l'Ukraine par la Russie, la flotte russe de la mer Noire établit un blocus maritime au large des côtes ukrainiennes, les menaçant d'un débarquement et frappant le littoral avec ses missiles. Le 24 février 2022, le croiseur Moskva et la corvette Vasily Bykov pilonnent l'île aux Serpents, qui est conquise ensuite.
Le 24 février, le vraquier marshallais Yasa Jupiter est endommagé par un tir russe au large d'Odessa ; le 25 février, le chimiquier moldave Millennial Spirit et le vraquier panaméen Namura Queen sont frappés en sortant de Youjne, le premier brûlant ensuite plusieurs jours, le second remorqué jusqu'à Yalova ; le 1er mars, le vraquier bangladais Banglar Samriddhi est touché au mouillage à Mykolaïv et abandonné ; le 2 mars, le cargo panaméen Helt est coulé par un missile à sa sortie de Tchornomorsk. Au 1er avril, une quarantaine de gros vraquiers, chargés de céréales ou d'huile de tournesol, sont bloqués dans les ports ukrainiens par le blocus russe : quinze à Tchornomorsk, sept à Odessa, quatre à Youjne, six à Mykolaïv et six à Kherson.
La 810e brigade d'infanterie de marine est engagée dans le siège de Marioupol, au nord-ouest de l'agglomération. Le 19 mars 2022, le capitaine de 1er rang Andreï Pali, commandant adjoint de la flotte de la mer Noire, est tué près de Marioupol. Le 24 mars, le navire de débarquement russe Saratov de la classe Alligator est détruit dans le port ukrainien de Berdiansk et deux autres de la classe Ropucha endommagés, à la suite d'explosions causées soit par des tirs ukrainiens soit par un accident lors du déchargement de munitions,.

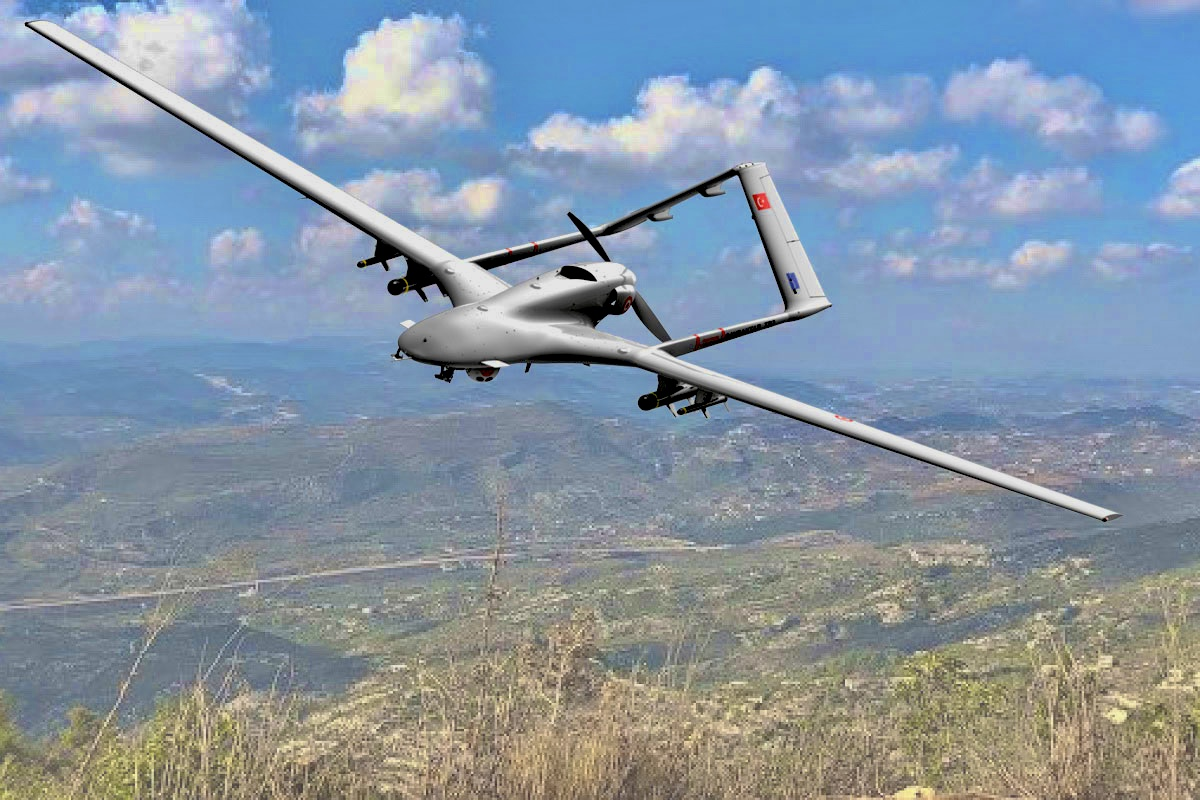
Le drone Bayraktar TB-2 utilisé par les Forces armées de l'Ukraine.

L'Ukraine revendique une frappe de missiles contre ce navire. La Russie annonce finalement le 14 avril que le croiseur a coulé durant son remorquage.
Le 2 mai, l'état-major ukrainien affirme que deux patrouilleurs russes de classe Raptor ont été ciblés par des frappes de drone Baykar Bayraktar TB2 ukrainien en mer Noire aux abords de l'île des Serpents. Une embarcation de débarquement de classe Serna russe transportant un système de défense antiaérien 9K330 Tor-M1 (code OTAN SA-15 Gauntlet) a été touchée par une attaque ukrainienne entre le 6 et le 7 mai sur l'île des Serpents. Kiev déclarant que l'action est un tir depuis un drone TB-2 ayant eu lieu le 7 mai à 4 h 20.
Le 12 mai, les Ukrainiens affirment avoir touché et incendié le navire auxiliaire russe Vsevolod Bobrov (ru) à proximité de l'Île aux Serpents.
Le 29 octobre 2022, une attaque de drone à grande échelle a lieu contre la flotte de la mer Noire à l'ancrage dans la baie de Sébastopol,. Le ministère de la Défense russe signale qu'à la suite de l'attaque, le dragueur de mines Ivan Goloubets a été endommagé, ainsi que le barrage de la baie de Youjnaïa. Les chaînes télégraphiques ukrainiennes rapportent que 4 navires de guerre russes pourraient avoir été endommagés lors de l'attaque, dont la frégate Amiral Makarov. Neuf drones et sept véhicules aériens autonomes auraient participé à l'opération. Selon les analystes de GeoConfirmed, 6 à 8 drones ont été impliqués dans l'attaque des navires russes, pour un résultat d'au moins trois navires touchés ; deux drones ont probablement été détruits avant d'avoir atteint leurs cibles.
Dans la nuit du 13 septembre 2023, le chantier naval de Sébastopol est touché par une frappe de missiles SCALP-EG tirée par les forces armées ukrainiennes. À la suite de l'attaque, deux navires en cale sèche, le sous-marin Rostov-sur-le-Don et le navire de débarquement Minsk, sont gravement endommagés. Le 22 septembre, le bâtiment abritant son quartier général est détruit lors d'une attaque de missiles ukrainiens avec des  missiles SCALP-EG et/ou Storm Shadow. Selon les services spéciaux de l’armée ukrainienne, Viktor Sokolov et 33 autres officiers russes ont été tués dans le bombardement du quartier général de Sébastopol le 22 septembre 2023. Cette dernière annonce est infirmée par Moscou,.
Le 26 décembre, le Novotcherkassk, navire de débarquement, est gravement endommagé à Feodossia par une attaque ukrainienne.
En décembre 2023, plus de 20 % de la flotte de la mer Noire étaient détruits ou endommagés.
Selon le ministère de la Défense de l'Ukraine, dans la nuit du 31 janvier au 1er février 2024, des soldats de l’unité spéciale « groupe 13 » de la Direction principale du renseignement du ministère de la Défense de l'Ukraine ont coulé le bateau lance-missiles R-334 Ivanovets de la classe Tarantul, qui était stationné sur le lac Donouzlav, à l'aide d'un drone de surface naval de type Sea Baby,,,.
Le 24 mars 2024, l'Ukraine affirme avoir endommagé à Sébastopol les navires de débarquement (classe Ropucha) Yamal et Azov.
Le 19 mai 2024, le SBU affirme avoir coulé le dragueur de mines russe Kovrovets,.

## Commandants
- Depuis avril 2023 : Sergueï Pintchouk
- Août 2022 - avril 2023 : Viktor Nikolaïevitch Sokolov.
- Mai 2019 - août 2022 : Igor Ossipov.
- Juin 2018 - mai 2019 : Aleksandr Moïsseïev.
- Mai 2013 - juin 2018 : Aleksandr Vitko.
- Juin 2011 - mai 2013 : Aleksandr Fedotenkov.
- Juillet 2010 – juin 2011 : Vladimir Korolev.

...
- 1834-1851 : Mikhaïl Lazarev.
- 1816-1833 : Alexis Samouïlovitch Greig.

...
- 1802-1811 : Jean-Baptiste Prevost de Sansac de Traversay.
- 1799-1802 : Vilim Fondezin
- 1792-1799 : Nikolaï Mordvinov.
- 1790-1792 : Fiodor Fiodorovitch Ouchakov.
- 1789-1790 : Marko Ivanovitch Voïnovitch.
- 1785-1789 : Nikolaï Mordvinov.

...

### Personnalités liées
- Valeriy Koulikov, vice-amiral, y a fait sa carrière.